# دانشگاه کردستان

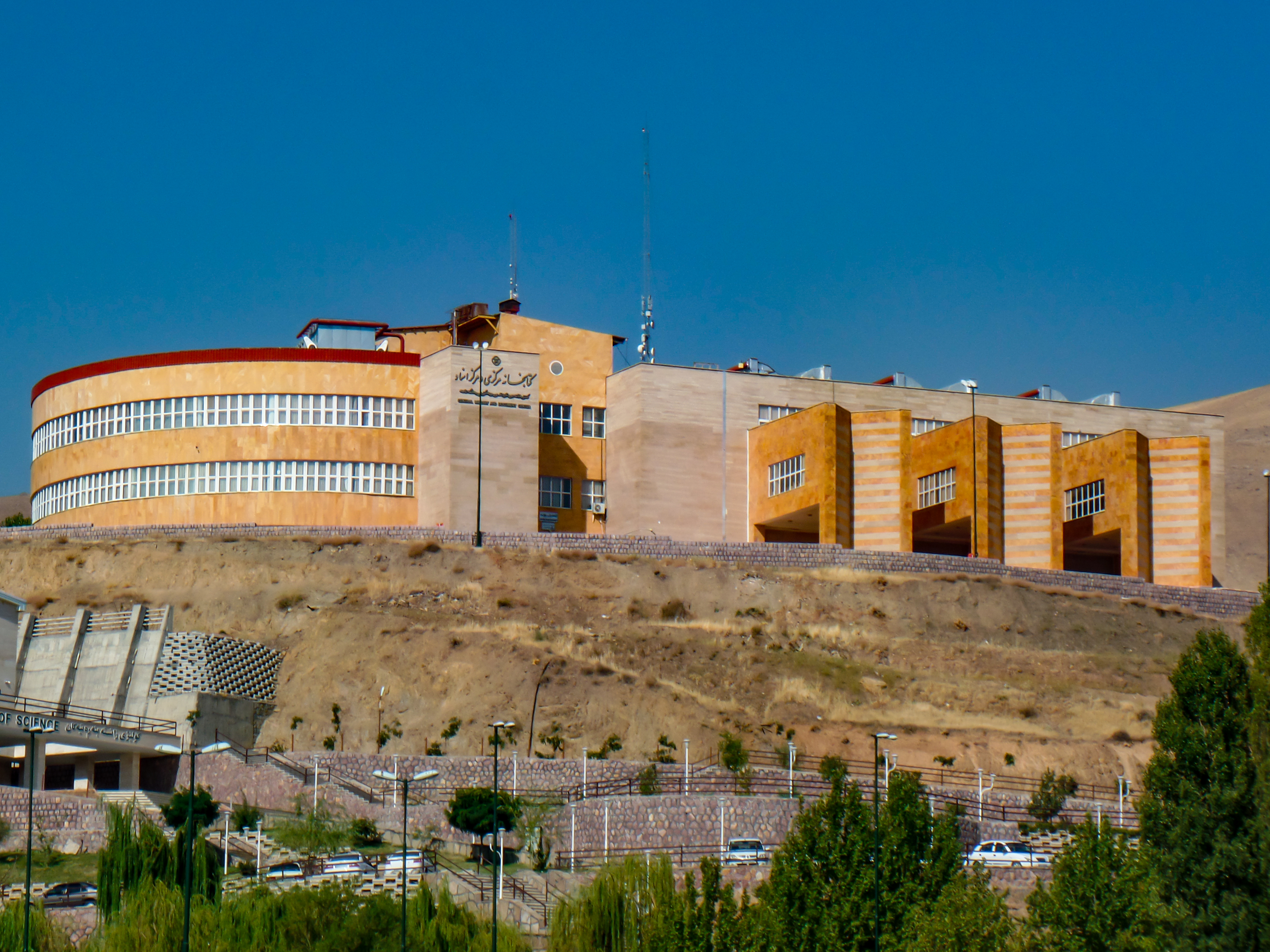
کتابخانه مرکزی دانشگاه کردستان

دانشگاه کردستان دانشگاهی در شهر سنندج واقع در استان کردستان در غرب ایران که یکی از دانشگاه‌های دولتی(سراسری) سطح یک ایران محسوب می‌شود.
این دانشگاه در سال ۱۳۵۳ کار خود را با عنوان دانشسرای عالی سنندج وابسته به دانشگاه تربیت معلم تهران آغاز کرد و در ادامه به عنوان یکی از پردیس‌های دانشگاه رازی درآمد. در سال ۱۳۷۰ وزارت علوم، تحقیقات و فناوری ایران، این مرکز آموزش عالی را با عنوان «دانشگاه کردستان» که یکی از دانشگاه‌های سطح یک ایران است به رسمیت شناخت.
این دانشگاه هم‌اکنون دارای ۸۰ رشته مقطع در هفت دانشکده و ۴۰۰ نفر عضو هیئت علمی و حدود ۱۱۰۰۰ نفر دانشجو در مقاطع کاردانی، کارشناسی، کارشناسی ارشد و دکترا است.
در رتبه‌بندی جهانی مجله تایمز ۲۰۲۱، اطلاعات بیش از ۲۰۰۰ دانشگاه از سرتاسر جهان مورد ارزیابی قرار گرفته‌است که تنها ۱۵۲۷ دانشگاه شرایط لازم برای حضور در این سیستم رتبه‌بندی را احراز کرده‌اند. بر اساس نتایج منتشر شده، دانشگاه‌های آکسفورد، استنفورد و هاروارد به ترتیب در رتبه‌های اول تا سوم دنیا قرار دارند. این دانشگاه، در بین دانشگاه‌های سراسری نیز جز دانشگاه‌های سطح یک است.

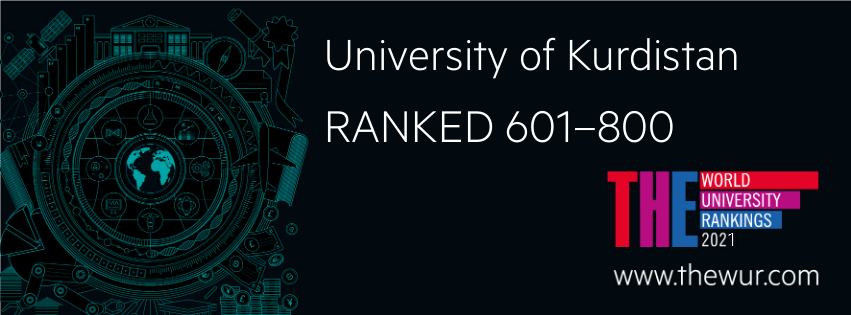
در رتبه‌بندی جهانی تایمز ۲۰۲۱، اطلاعات بیش از ۲۰۰۰ دانشگاه از سرتاسر جهان مورد ارزیابی قرار گرفته‌است که تنها ۱۵۲۷ دانشگاه شرایط لازم برای حضور در این سیستم رتبه‌بندی را احراز کرده‌اند. بر اساس نتایج منتشر شده، دانشگاه‌های آکسفورد، استنفورد و هاروارد به ترتیب در رتبه‌های اول تا سوم دنیا قرار دارند. در این میان دانشگاه کردستان رتبه ۶۰۱–۸۰۰ دانشگاه‌های معتبر جهان را به خود اختصاص داده‌است.

فریدون معتمد وزیری، بنیانگذار دانشگاه کردستان و دانشگاه رازی کرمانشاه

دکتر فریدون معتمد وزیری، (۱۳۸۵–۱۳۰۱)، سیاستمدار و استاد دانشگاه، بنیانگذار دانشگاه کردستان و دانشگاه رازی کرمانشاه است.

## تاریخچه
دانشگاه کردستان در نیمسال اول سال تحصیلی ۱۳۵۴–۱۳۵۳ فعالیت آموزشی خود را با عنوان دانشسرای عالی سنندج وابسته به دانشگاه تربیت معلم تهران آغاز کرد و برای اولین بار در رشته دبیری ریاضی اقدام به پذیرش دانشجو نمود. در نیمسال اول سال تحصیلی ۵۶–۵۵ پس از پیوستن به دانشگاه رازی کرمانشاه به صورت یکی از پردیس‌های آن دانشگاه به نام دانشکده تربیت دبیر سنندج علاوه بر دبیری ریاضی در رشته‌های دبیری شیمی و زبان انگلیسی نیز دانشجو پذیرفته و از نیمسال دوم همان سال در رشته دبیری زبان و ادبیات فارسی دانشجو پذیرفته و بدین صورت فعالیت‌های آموزشی خود را ادامه داد. در سال ۱۳۷۰، وزارت علوم تحقیقات و فناوری با فعالیت آموزشی و پژوهشی مستقل این واحد آموزشی تحت عنوان دانشگاه کردستان موافقت کرد. از آن سال به بعد رشته‌های مختلفی به مجموعه رشته‌های این دانشگاه افزوده شده‌است و اکنون جز دانشگاه‌های جوان و برتر سطح یک کشوری و جهانی است.

### روسای دانشگاه
- عادل سی‌وسه‌ مرده از ۱۴۰۴
- حامد قادرزاده (۱۴۰۱ تا ۱۴۰۴)
- رحمت صادقی (از ۱۳۹۷ تا ۱۴۰۱)
- فردین اخلاقیان طالب(۱۳۹۳ تا ۱۳۹۷)
- جهانشیر امینی (۱۳۸۸ تا ۱۳۹۳)[۴]
- غلامحسین کریمی دوستان (۱۳۸۳ تا ۱۳۸۸)
- عبدالمحمد شیبانی (۱۳۸۱ تا ۱۳۸۳)
- عیسی نخعی (۱۳۷۶ تا ۱۳۸۱)
- یحیی یثربی (۱۳۷۳ تا ۱۳۷۶)
- محمد تقی خلج (۱۳۷۲ تا ۱۳۷۳)
- علی اکبر رجبی (۱۳۷۰ تا ۱۳۷۲)
- احمد نصر اصفهانی (۱۳۶۹ تا ۱۳۷۰)
- علی اکبر محسنی (۱۳۶۸ تا ۱۳۶۹)
- عیسی نخعی کمال‌آبادی (۱۳۶۷ تا ۱۳۶۸)
- مقدس جعفری (۱۳۶۲ تا ۱۳۶۷)
- مصطفی خرمدل (۱۳۵۸ تا ۱۳۶۲)

## دانشکده‌ها

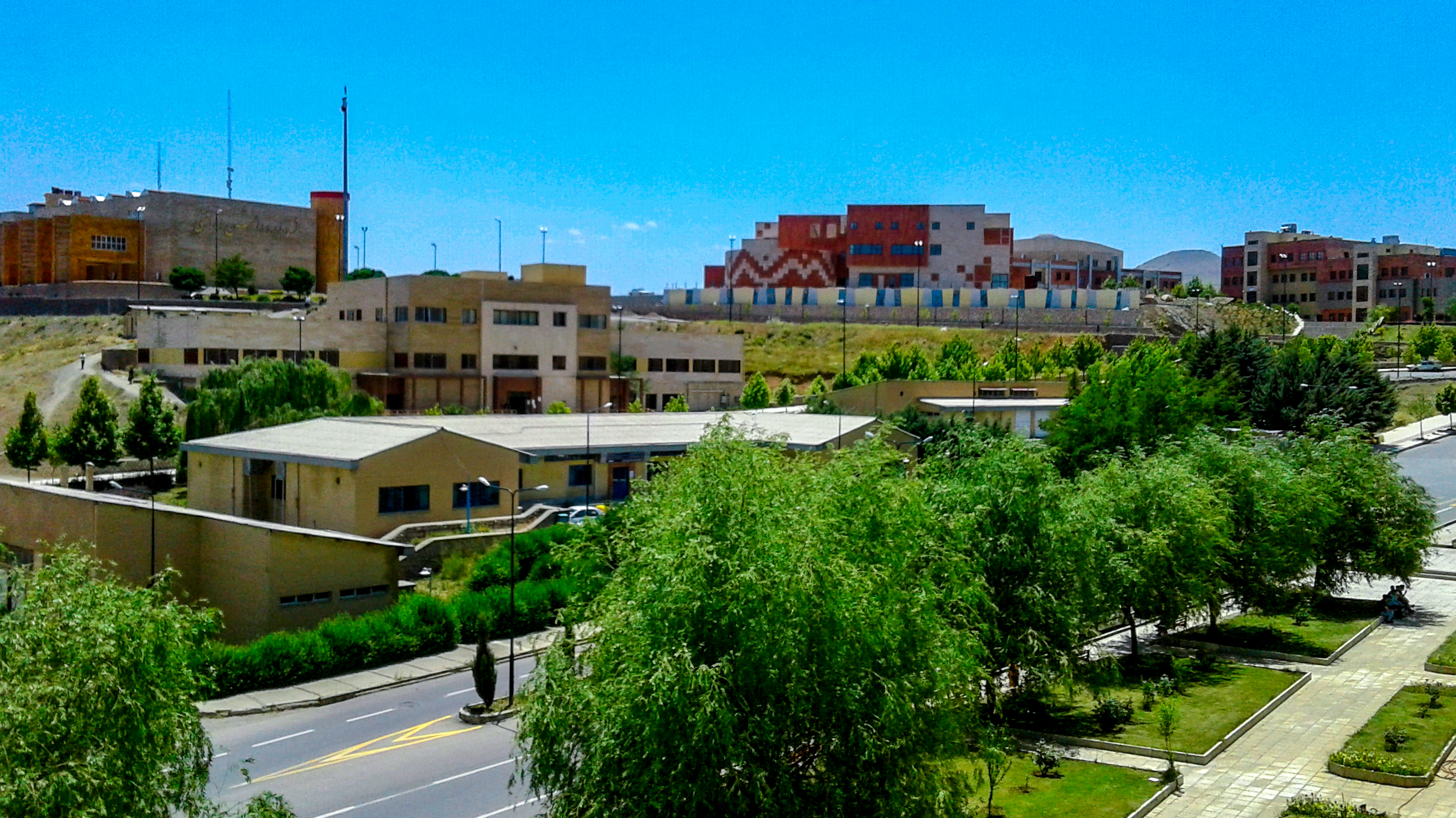
نمایی از دانشکده مهندسی، کتابخانه و اداره آموزش دانشگاه کردستان

دانشگاه کردستان در حال حاضر دارای نه دانشکده با عناوین زیر می‌باشد.
- دانشکده علوم انسانی و اجتماعی
- دانشکده زبان و ادبیات
- دانشکده علوم پایه
- دانشکده کشاورزی
- دانشکده منابع طبیعی
- دانشکده مهندسی
- دانشکده هنر و معماری
- دانشکده  فنی مهندسی - علوم پایه بیجار
- دانشکده صنعت و معدن قروه

شورای گسترش آموزش عالی در مرداد ماه ۱۳۹۰ با درخواست ایجاد دانشکده مهندسی و علوم پایه بیجار موافقت قطعی نموده‌است. و تأسیس دانشکدهٔ صنایع و معادن قروه جزء برنامه‌های دانشگاه می‌باشد.

### دانشکده علوم انسانی و اجتماعی
تأسیس: ۱۳۵۳
شامل رشته‌های:

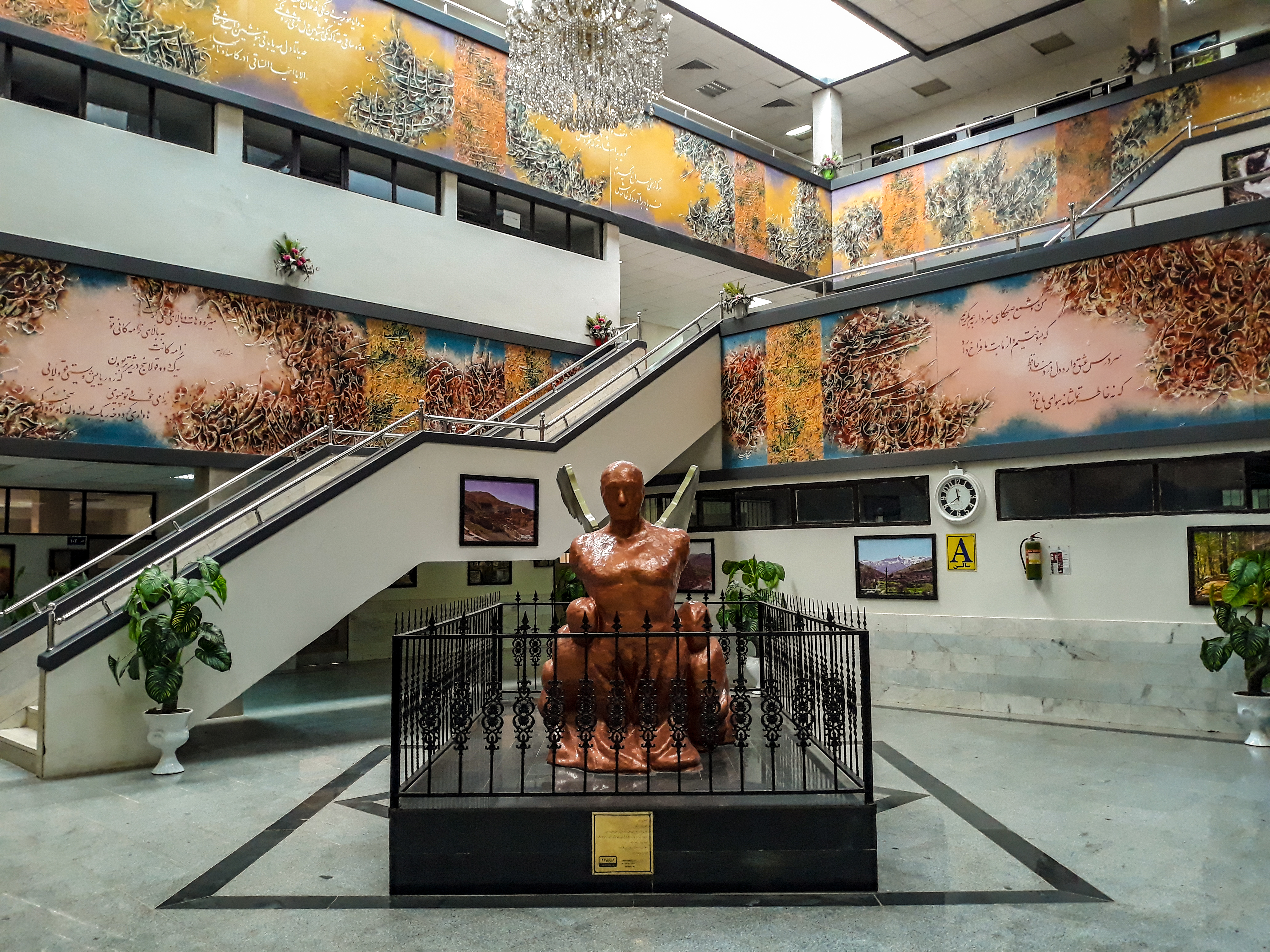
ساختمان شماره یک دانشکده علوم انسانی و اجتماعی

- مدیریت بازرگانی: در مقطع کارشناسی (در دو گرایش مدیریت بازرگانی و مدیریت جهانگردی، کارشناسی ارشد در دو گرایش مدیریت کسب و کار MBA، مدیریت بازاریابی
- علوم اقتصادی: در مقطع کارشناسی و کارشناسی ارشد
- حسابداری: در مقطع کارشناسی
- جامعه‌شناسی: در مقطع کارشناسی ارشد
- روان‌شناسی: در مقطع کارشناسی ارشد
- حقوق: در مقطع کارشناسی و کارشناسی ارشد
- علوم تربیتی: در مقطع کارشناسی و کارشناسی ارشد و دکتری) که شامل گرایش‌های مدیریت آموزشی در مقطع کارشناسی و کارشناسی ارشد و دکتری وبرنامه‌ریزی آموزشی و… می‌باشد
- تربیت بدنی: در مقاطع کارشناسی و کارشناسی ارشد و دکتری
- مشاوره: در مقطع کارشناسی ارشد
- فقه و حقوق شافعی: در مقطع کارشناسی و کارشناسی ارشد 
 مؤسس: دکتر جلال جلالی‌زاده
- معارف اسلامی: در مقطع کارشناسی

### دانشکدهٔ زبان و ادبیات

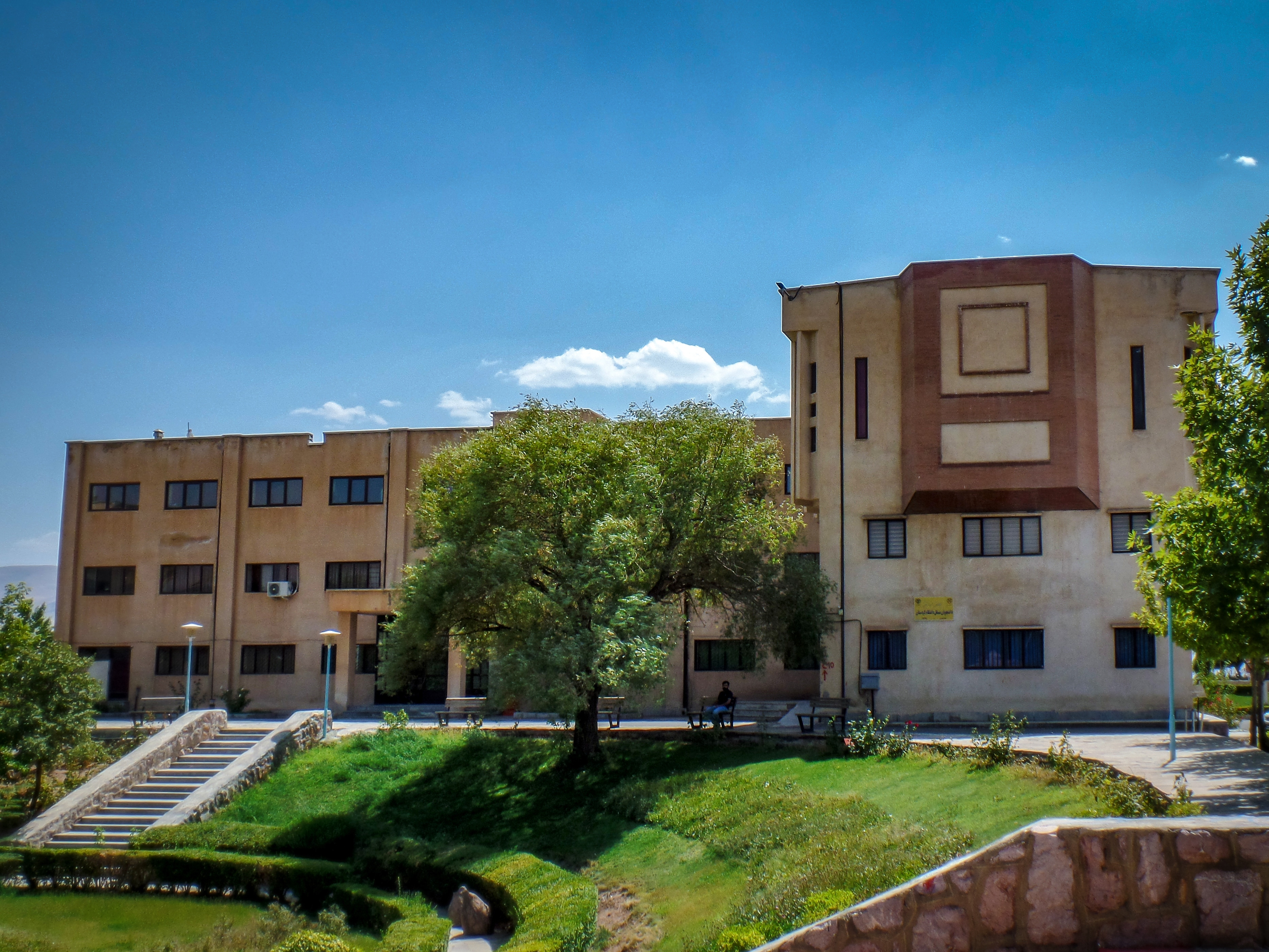
نمایی از دانشکده زبان و ادبیات

دانشکده زبان و ادبیات از مهر ماه ۱۳۹۱ پس از تفکیک از دانشکده ادبیات و علوم انسانی رسماً فعالیت‌های آموزشی و پژوهشی خود را به عنوان یک دانشکده مستقل آغاز کرد. این دانشکده در مدت کوتاهی توانسته‌است با ایجاد رشته گرایش‌های نو و استخدام اعضای هیئت علمی، قدمی بزرگ در ارتقای شاخص‌های آموزشی و پژوهشی دانشگاه کردستان بردارد. این دانشکده در حال حاضر دارای ۳۴ عضو هیئت علمی است که از این تعداد ۲ نفر استاد، ۶ نفر دانشیار و بقیه استادیار هستند.

#### گروه‌های آموزشی
| دانشکده زبان و ادبیات             |                       |          |               |       |
| گروه آموزشی                       | رشته تحصیلی           | کارشناسی | کارشناسی ارشد | دکتری |
| زبان و ادبیات کردی                | زبان و ادبیات کردی    | *        |               |       |
| زبان و ادبیات انگلیسی و زبانشناسی | زبان و ادبیات انگلیسی | *        | *             |       |
| زبان و ادبیات انگلیسی و زبانشناسی | زبانشناسی همگانی      |          | *             |       |
| زبان و ادبیات انگلیسی و زبانشناسی | آموزش زبان انگلیسی    | *        | *             |       |
| زبان و ادبیات عرب                 | زبان و ادبیات عرب     | *        | *             |       |
| زبان و ادبیات فارسی               | زبان و ادبیات فارسی   | *        | *             | *     |

گروه زبان و ادبیات فارسی
- رشته زبان و ادبیات فارسی در مقاطع کارشناسی، کارشناسی‌ارشد، دکترای

رشته زبان و ادبیات فارسی در سال ۱۳۵۶ در زیر مجموعه دانشکده تربیت دبیر وابسته به دانشگاه رازی کرمانشاه تأسیس گردید و هم‌اکنون در سه مقطع کارشناسی (تأسیس ۱۳۵۶) کارشناسی ارشد (تأسیس ۱۳۸۱) و دکتری (تأسیس ۱۳۸۸) به کار خویش ادامه می‌دهد.
یکی از اهداف اصلی تشکیل این رشته آشنا کردن دانشجویان با درست نوشتن و درست خواندن زبان فارسی و ایجاد توانایی در آنها برای تحقیق در متون کهن نظم و نثر فارسی و معرفی آن به جامعه علمی و فرهنگی کشور است. هدف دیگر تأسیس این رشته ترویج و گسترش زبان و ادب فارسی در جامعه ایرانی و خارج از آن است.
گروه زبان و ادبیات عربی
- رشته زبان و ادبیات عرب: در مقاطع کارشناسی و کارشناسی ارشد

در دانشگاه کردستان از بدو تأسیس رسمی و ارتقای آن از سطح دانشکده تربیت دبیر وابسته به دانشگاه رازی کرمانشاه به دانشگاه کردستان در سال ۱۳۷۰، تلاش‌ها برای تأسیس گروه آموزشی زبان و ادبیات عربی آغاز شد و سرانجام در سال ۱۳۷۱ با همت و تلاش اساتید برجسته دکتر مصطفی خرمدل و دکتر محمود ابراهیمی، این رشته به‌طور رسمی راه‌اندازی شد و دکتر مصطفی خرّمدل به عنوان نخستین مدیر گروه آن منصوب شد. با ادامه فعالیت گروه و جذب اعضای هیئت علمی جدید، در سال ۱۳۷۶ دورهٔ کارشناسی ارشد این رشته نیز در دانشگاه کردستان دایر گردید و هم‌اکنون این رشته با هشت عضو هیئت علمی تمام وقت (سه دانشیار و پنج استادیار) در دو مقطع کارشناسی و کارشناسی ارشد به فعالیت‌های آموزشی و پژوهشی خود ادامه می‌دهد.
گروه زبان و ادبیات انگلیسی و زبان‌شناسی
- رشته زبان و ادبیات انگلیسی: در مقاطع کارشناسی و کارشناسی ارشد
- رشته آموزش زبان انگلیسی: در مقاطع کارشناسی و کارشناسی ارشد
- رشته زبانشناسی همگانی: در مقطع کارشناسی ارشد

روه زبان و ادبیات انگلیسی و زبانشناسی دانشگاه کردستان در سال ۱۳۵۵ با پذیرش ۳۰ نفر دانشجوی دبیری زبان انگلیسی شروع به کار کرد و فعالیت آن تا سال ۱۳۵۸ ادامه داشت.
با شروع انقلاب فرهنگی در سال ۵۹ دانشکده تربیت دبیر سنندج هم تعطیل گردید. در سال ۱۳۶۲ با بازگشایی دانشگاه‌ها دانشجویان دانشکده تربیت دبیر سنندج به دانشگاه رازی منتقل شدند و تعطیلی دانشکده کماکان ادامه یافت و اعضای هیئت علمی آن اغلب جذب دانشگاه‌های دیگر شدند.
گروه زبان انگلیسی در سال ۱۳۶۴ مجدداً فعالیت خود را آغاز کرد و پس از اعلام عدم نیاز به دبیری زبان انگلیسی توسط آموزش و پرورش در سال ۷۱–۷۰، اقدام به پذیرش دانشجو در مقطع کارشناسی زبان و ادبیات انگلیسی در نوبت دوم نمود.
مقطع کارشناسی آموزش زبان انگلیسی نیز در سال ۱۳۹۳ با پذیرش ۴۰ دانشجو فعالیت خود را از سر گرفت. در خصوص تحصیلات تکمیلی نیز مقطع کارشناسی ارشد زبانشناسی همگانی در سال ۱۳۸۴، ارشد ادبیات انگلیسی در سال ۱۳۹۱، و ارشد آموزش زبان انگلیسی در سال ۱۳۹۴ شروع به کار نمودند.
گروه زبان و ادبیات کردی
- رشتهٔ زبان و ادبیات کردی: در مقطع کارشناسی

پس از پیگیری‌های مسئولین دانشگاه کردستان و افرادی همچون دکتر جلال جلالی‌زاده و همچنین به دنبال اعلام پذیرش دانشجو در مقطع کارشناسی زبان و ادبیات کردی از سوی سازمان سنجش آموزش کشور وزارت علوم، تحقیقات و فناوری در دفترچه آزمون سراسری دانشگاه‌ها و مراکز آموزش عالی سال ۱۳۹۴، گروه زبان و ادبیات کردی در دانشگاه کردستان تأسیس شد.
دکتر جلال جلالی‌زاده، سیاستمدار و استاد دانشگاه تهران، مؤسس رشته زبان و ادبیات کُردی دانشگاه کردستان است.
هم‌اکنون به غیر از مدیرگروه، سه استادیار به صورت تمام وقت به عنوان هیئت علمی در گروه حضور دارند.
در حال حاضر ۱۶۰ دانشجوی مقطع کارشناسی در این گروه مشغول به تحصیل هستند.

#### انجمن‌های علمی
- انجمن علمی آموزش زبان انگلیسی
- انجمن علمی زبان و ادبیات انگلیسی
- انجمن علمی ادبیات نمایشی انگلیسی (بین رشته‌ای گروه زبان انگلیسی)
- انجمن علمی ادبیات نمایشی عربی
- انجمن علمی زبان و ادبیات کردی
- انجمن علمی زبان و ادبیات فارسی
- انجمن علمی زبانشناسی همگانی
- انجمن علمی ترجمه (بین رشته‌ای همهٔ گروه‌های دانشکده)

#### مرکز زبان
مرکز زبان دانشگاه کردستان با هدف ارتقای کیفیت آموزش و توانمندسازی دانشجویان در زمینه زبان‌های خارجی در تابستان سال ۱۳۹۸ رسماً آغاز به کار کرد.
در این مرکز دوره‌های مختلف آموزش زبان‌های انگلیسی، فرانسه، و آلمانی برگزار می‌شود.
این مرکز، تنها مرکز دانشگاهی آموزش زبان در استان کردستان است و تحت نظارت اساتید و اعضای هیئت علمی گروه زبان انگلیسی فعالیت می‌کند.
دوره‌های آمادگی آزمون استاندارد بین‌المللی IELTS و آزمون‌های بسندگی زبان انگلیسی (MHLE و MSRT) و همچنین دوره‌های آمادگی ارشد و دکتری و دوره مکالمه و بحث آزاد نیز از دیگر خدمات قابل ارائه در این مرکز است.
امکان بهره‌گیری عموم مردم از خدمات این مرکز فراهم شده و ارائه خدمات به دانشجویان محدود نشده‌است.

#### مرکز آموزش زبان فارسی غیر فارسی زبانان
این دانشکده دارای یک مرکز آموزش زبان فارسی به غیر فارسی زبانان است که برگزاری دوره‌های آموزش زبان فارسی برای دانشجویان خارجی دانشگاه کردستان را بر عهده دارد.

### دانشکده علوم پایه
تأسیس: ۱۳۷۰

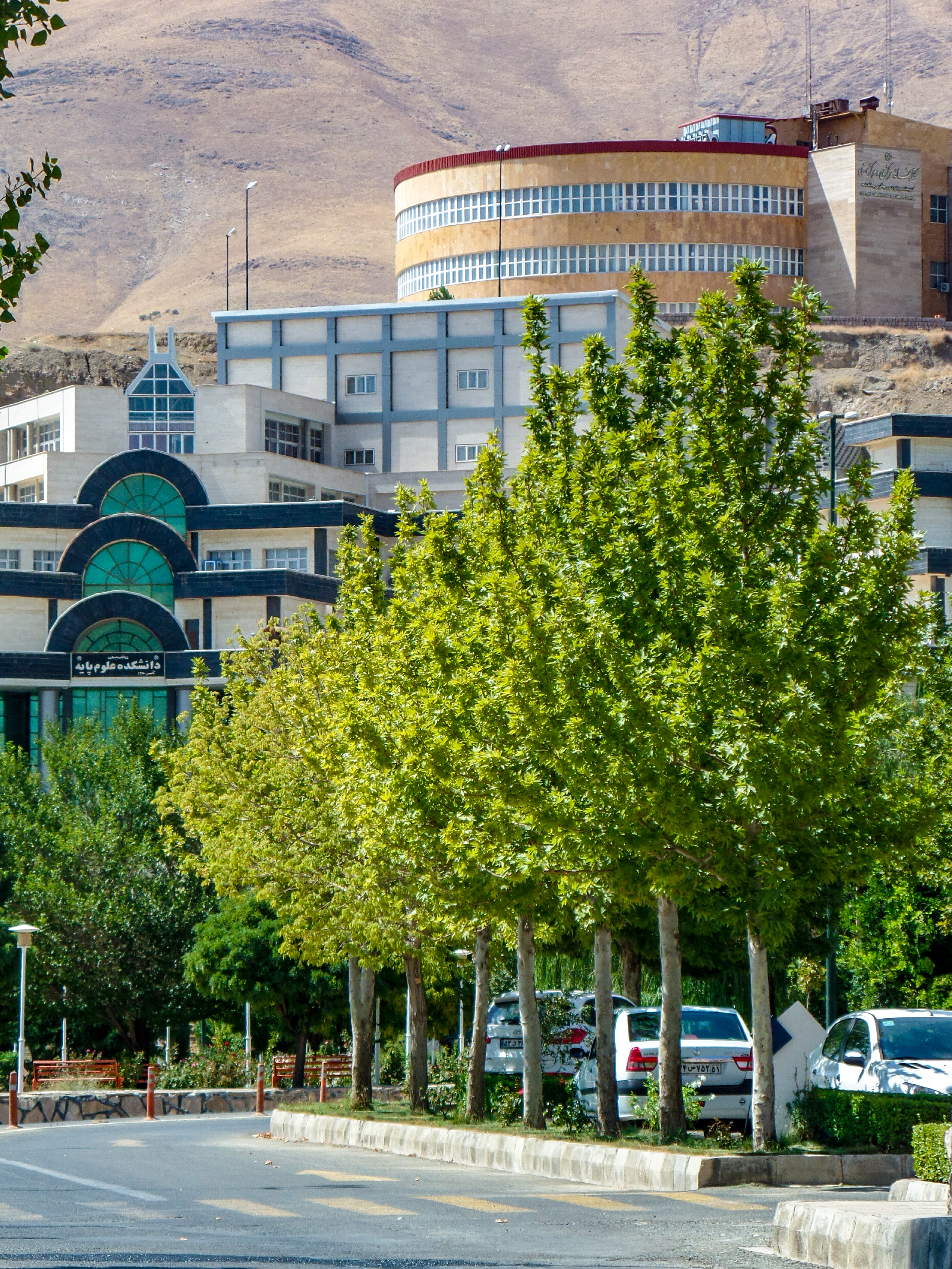

به عنوان اولین دانشکده دانشگاه کردستان در سال ۱۳۷۰ تأسیس شده ولی این دانشکده فعالیت‌های آموزشی خود را درسال ۱۳۵۳ با پذیرش دانشجو رشته دبیری ریاضی آغاز نموده و در حال حاضر درگروهای آموزشی فیزیک، ریاضی، شیمی، علوم زیستی، علوم زمین، آمار و علوم کامپیوتر در مقاطع مختلف دانشجو می‌پذیرد. این دانشکده در حال حاضر دارای ۷۰ عضو هیئت علمی است که از این تعداد ۱۰ نفر استاد، ۲۳ نفر دانشیار و ۳۷ استادیار و یک نفر مربی هستند. در این دانشکده ۲۱ نفر کارمند مشغول به کار می‌باشند و تعداد ۸۰۸ نفر دانشجوی کارشناسی و ۳۱۱ نفر دانشجوی کارشناسی ارشد و ۱۲۱ نفر دانشجوی دکتری و ۶ نفر پسادکتری مشغول به تحصیل می‌باشند. همچنین این دانشکده دارای ۴۰ آزمایشگاه در رشته‌های شیمی، علوم زیستی، فیزیک و ۴ کارگاه در رشته‌های ریاضی و امار و دو سایت برای مقاطع مختلف کارشناسی و تحصیلات تکمیلی می‌باشد. این دانشکده از لحاظ تعداد و تنوع رشته بزرگ‌ترین دانشکده دانشگاه کردستان به حساب می‌آید.

#### گروه‌های آموزشی
این دانشکده دارای ۷ گروه آموزشی است.
- گروه آمار

گروه آمار با پذیرش دانشجوی دوره کارشناسی آمار در مهر ماه ۱۳۸۶ آغاز به کار نمود. در مهر ۱۳۹۱ اولین دوره دانشجویان کارشناسی ارشد در گرایش آمار ریاضی پذیرش شدند. این گروه هم‌اکنون شامل ۶ هیئت علمی تمام وقت می‌باشد و در مقاطع کارشناسی و کارشناسی ارشد دانشجو می‌پذیرد. هم‌اکنون یک کارگاه متشکل از ۱۱ سیستم با ویژگی‌های عالی به صورت تمام وقت در اختیار دانشجویان این گروه قرار دارد. اهداف کمی رشد گروه از لحاظ دانشجو و رشته تا حدودی محقق شده‌است. اهداف آینده شامل رشد کیفی و رسیدن به شرایط پذیرش دانشجو در سایر گرایش‌های کارشناسی ارشد و مقطع دکتری می‌باشد.
- گروه ریاضی

گروه ریاضی اولین گروه دانشگاه کردستان می‌باشد؛ که همزمان با تأسیس دانشگاه کردستان این گروه فعالیت خود را تنها در مقطع کارشناسی با رشته دبیری ریاضی آغاز نمود. این گروه هم‌اکنون جزوه فعال‌ترین گروه‌ها می‌باشد و با ۲۰ عیات علمی تمام وقت به پذیرش دانشجو در در هر سه مقطع کارشناسی (یک رشته)، کارشناسی ارشد (دو رشته و چهار گرایش) و دکتری (دو رشته و سه گرایش کلی) می‌پردازد. این گروه در حال حاضر سه کارگاه آموزشی که روی هم رفته شامل ۳۱ سیستم با مجهزترین سیستمها را دارد در اختیار دانشجویان می‌گزارد.
- گروه شیمی

گروه شیمی در سال ۱۳۵۴ با رشته دبیری شروع به کار نمود. در حال حاضر این گروه ۲۰ هیئت علمی تمام وقت دارد و در تمامی مقاطع دانشگاهی دانشجو می‌پذیرد. پذیرش دانشجو در این گروه سالیانه به صورت میانگین ۶۰ نفر کارشناس و ۶۰ نفر کارشناسی ارشد و ۱۰ نفر دکتری می‌باشد. این گروه ۲۲ آزمایشگاه تحقیقاتی و ۶ آزمایشگاه آموزشی دارد.
- گروه علوم زمین

شروع به کار این گروه در سال ۱۳۸۸ با پذیرش دانشجو در مقطع کارشناسی آغاز گردید. پذیرش دانشجو در مقطع کارشناسی ارشد گرایش ژئوشیمی از سال ۱۳۹۳ آغاز گردید. این گروه با ۴ عضو هیئت علمی تمام وقت به همراه اعضای گروه‌های دیگر، به ویژه گروه معدن، دروس زمین‌شناسی را ارایه می‌دهد. پذیرش دانشجو در این گروه به صورت متوسط سالانه ۳۵ نفر دانشجو در مقطع کارشناسی و ۸ نفر دانشجو در مقطع کارشناسی ارشد می‌باشد.
- گروه علوم کامپیوتر

این گروه یک گروه تازه بنیان می‌باشد و کار خودرا مهر ماه ۱۳۹۶ با پذیرش دانشجوی کارشناسی آغاز نموده‌است. مدیریت این گروه با گروه ریاضی می‌باشد. در این گروه دانشجویان برای دو جنبه توسعه نظری و کاربردی آموزش داده می‌شوند.
- گروه علوم زیستی

گروه علوم زیستی شروع به کار خود را در سال ۱۳۸۵ با پذیرش دانشجو در مقطع کارشناسی آغاز نموده‌است هم‌اکنون این گروه در مقاطع کارشناسی در رشته سلولی و مولکولی و زیست فناوری و کارشناسی ارشد گرایش‌های بیوشیمی و سلولی مولکولی سالیانه دانشجو می‌پذیرد. این گروه با ۸ نفر هیئت علمی تمام وقت در حال ارائه دوروس خود می‌باشد. این گروه ۸ آزمایشگاه آموزشی-تحقیقاتی دارد.
- گروه فیزیک

شروع به کار گروه فیزیک از سال ۱۳۷۱ و تقریباً موازی با تأسیس دانشگاه کردستان می‌باشد. این گروه در حال حاضر با ۲۰ هیئت علمی به پذیرش دانشجو در مقاطع مختلف دانشگاهی می‌پردازد. پذیرش دانشجو در این گروه در ۵ گرایش کیهان‌شناسی، نجوم و اختر فیزیک، ذرات بنیادی و نظریه میدان‌ها، فیزیک حالت جامد، فتونیک، محاسبات و اطلاعات کوانتومی دانشجوی دکتری و در دو گرایش نظری و حالت جامد دانشجوی ارشد می‌باشد.

### دانشکدهٔ کشاورزی
تأسیس: ۱۳۷۰
شامل رشته‌های:
- علوم دامی: در مقاطع کارشناسی و کارشناسی ارشد و دکتری (گرایش تغذیه طیور، اصلاح نژاد دام)
- زراعت و اصلاح نباتات: در مقاطع کارشناسی و کارشناسی ارشد
- علوم و مهندسی باغبانی: در مقاطع کارشناسی و کارشناسی ارشد
- اکثر دروس گیاهی پایه دانشکده توسط این گروه و اساتیدش ارائه می‌شود.
- گیاه پزشکی: در مقطع کارشناسی و کارشناسی ارشد و دکتری و پسا دکتری
- اقتصاد کشاورزی: در مقاطع کارشناسی و کارشناسی ارشد
- مکانیک ماشین‌های کشاورزی و ماشینهای صنایع غذایی: در مقطع کارشناسی، در مقطع ارشد (گرایش طراحی و ساخت، انرژی های تجدیدپذیر، فناوری پس از برداشت)
- مهندسی آب:در مقطع کارشناسی و کارشناسی ارشد
- مهندسی فضای سبز: در مقطع کارشناسی (زیر شاخه رشتهٔ علوم و مهندسی باغبانی)
- مهندسی صنایع غذایی: در مقطع کارشناسی
- مهندسی علوم خاک: در مقطع کارشناسی
- مهندسی ترویج و آموزش کشاورزی پایدار :  در مقطع کارشناسی

### دانشکدهٔ مهندسی

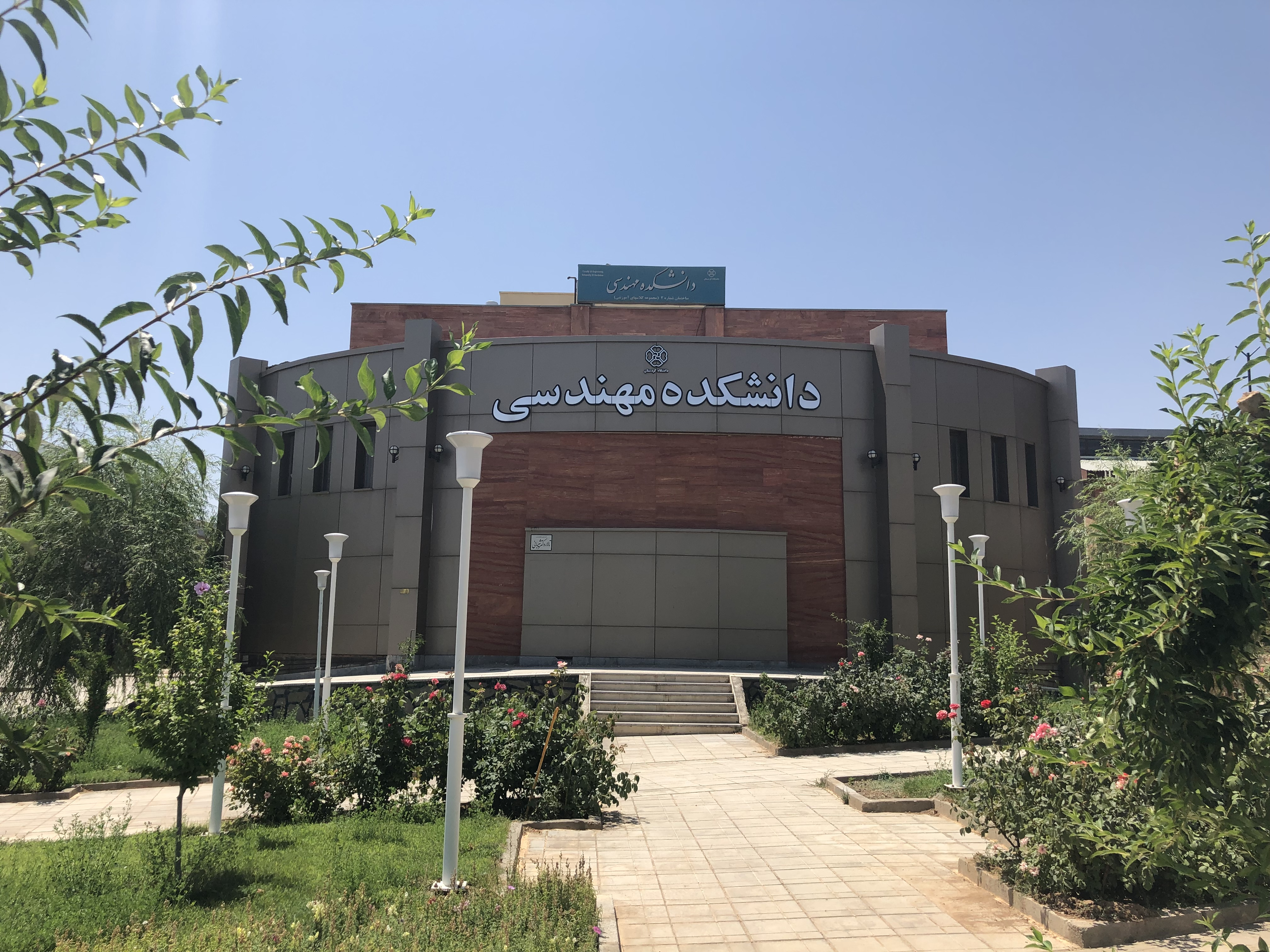
دانشکده مهندسی

تأسیس: ۱۳۷۴
شامل دانشکده‌های:
- مهندسی عمران : در مقاطع کارشناسی (گرایش عمران)، کارشناسی ارشد (گرایش‌های سازه، مهندسی زلزله، مهندسی آب، نقشه‌برداری - سنجش از دور، مهندسی و مدیریت منابع آب)، دکتری (گرایش سازه)
- ''مهندسی برق- الکترونیک و مخابرات''

در مقاطع کارشناسی (گرایش‌های الکترونیک و مخابرات)، کارشناسی ارشد (گرایش‌های الکترونیک، مخابرات سیستم، افزاره‌های میکرو و نانوالکترونیک، مدارهای مجتمع الکترونیک)، دکتری (گرایش الکترونیک)
- ''مهندسی برق - قدرت و کنترل‌''

در مقاطع کارشناسی (گرایش‌های قدرت و کنترل)، کارشناسی ارشد (گرایش‌های قدرت، کنترل، الکترونیک قدرت و ماشین‌های الکتریکی)، دکتری (گرایش قدرت)
- مهندسی کامپیوتر: در مقاطع کارشناسی (گرایش نرم‌افزار)، کارشناسی ارشد (هوش مصنوعی)
- مهندسی مکانیک : در مقاطع کارشناسی (حرارت و سیالات)، کارشناسی ارشد (گرایش‌های طراحی کاربردی و تبدیل انرژی)
- مهندسی صنایع : در مقاطع کارشناسی، کارشناسی ارشد (گرایش‌های بهینه‌سازی و لجستیک و زنجیره تأمین)، دکتری (گرایش صنایع)
- مهندسی شیمی : در مقاطع کارشناسی (صنایع پتروشیمی) و کارشناسی ارشد (گرایش‌های طراحی فرایند و ترموسینتیک و کاتالیست)
- مهندسی معدن: در مقطع کارشناسی (گرایش اکتشاف) و کارشناسی ارشد (گرایش اکتشاف مواد معدنی)

### دانشکدهٔ منابع طبیعی

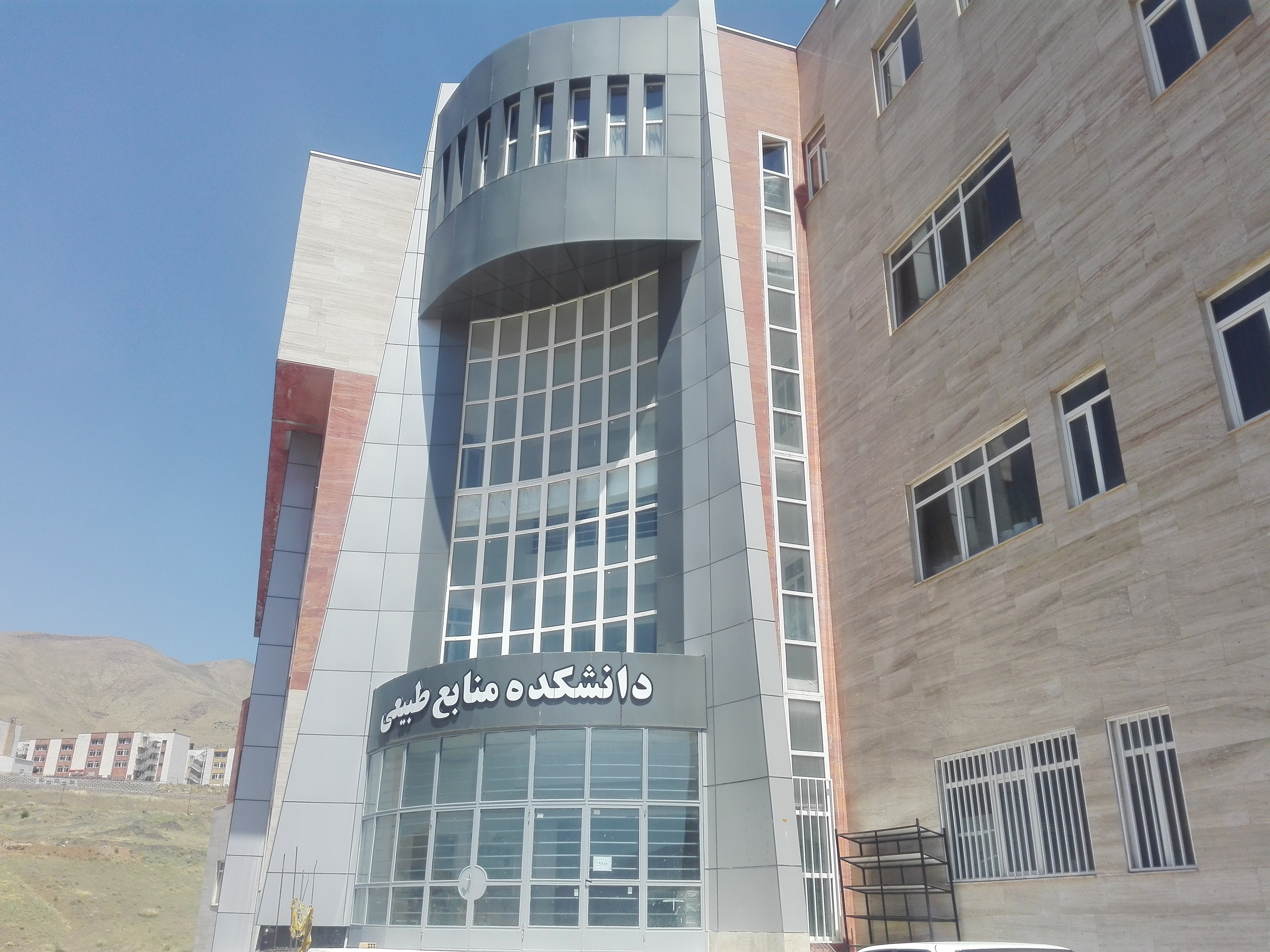
دانشکده منابع طبیعی

تأسیس: ۱۳۷۴
شامل گروه‌های:
- جنگلداری
- مهندسی طبیعت (مرتع و آبخیزداری)
- مهندسی محیط زیست
- ژئومورفولوژی
- شیلات
- آب و هواشناسی

### دانشکدهٔ هنر و معماری

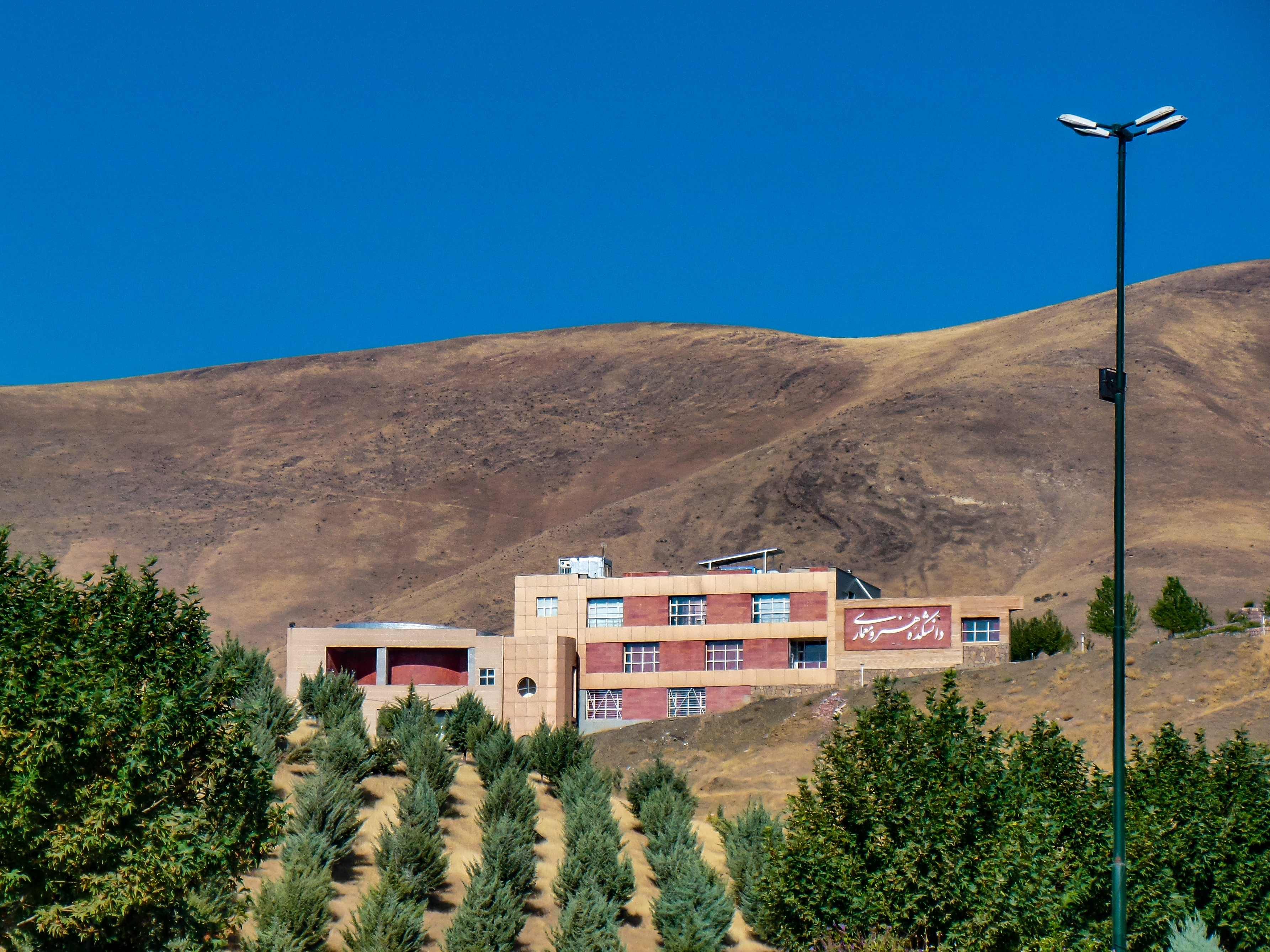
دورنمای دانشکده هنر و معماری

با توجه به ارزش و اهمیت رشته‌های معماری و شهرسازی در سطح داخلی و بین‌المللی و همچنین سابقه غنی و دیرینه رشته‌های هنری در منطقه غرب کشور بویژه استان کردستان، از سالهای ابتدایی تأسیس دانشگاه کردستان راهاندازی دانشکدهای با رشته‌های فوق در برنامه‌ریزی مسئولان این دانشگاه قرار گرفته‌است. دانشگاه کردستان به ترتیب در سال‌های ۱۳۷۸، ۱۳۸۶ و ۱۳۹۵ رشته‌های معماری، شهرسازی و موسیقی را دایر نمود. دو گروه معماری و شهرسازی ابتدا بخشی از دانشکده مهندسی بودند اما در سال ۱۳۹۲ با راهاندازی دانشکده هنر و معماری (پس از سالها تلاش و پیگیریهای فراوان) به آن پیوستند. دانشکده هنر و معماری در راستای برنامه توسعه خود، در حال طرحریزی برای اضافه کردن دیگر رشته‌های هنر در مقطع کارشناسی، کارشناسی ارشد و همچنین مقطع دکتری تخصصی (PhD) برای برخی از رشته‌های این دانشکده می‌باشد.
دکتر جلال جلالی‌زاده، سیاستمدار و استاد دانشگاه تهران، بنیان‌گذار دانشکده هنر و معماری دانشگاه کردستان است.
دانشکده هنر و معماری در سال ۱۳۹۷ شامل چهار گروه آموزشی زیر می‌باشد:
- شهرسازی
- معماری
- نوازندگی موسیقی ایرانی
- صنایع دستی

دانشکده هنر و معماری دارای ۱۳ عضو هیئت علمی تمام وقت و تعداد زیادی مدرس پاره وقت و همچنین ۵۱۴ نفر دانشجو می‌باشد.
دانشکده هنر و معماری دانشگاه کردستان پیشرو در آموزش، تولید، و ترویج علم، فرهنگ، و هنر، دارای جایگاه ممتاز در منطقه و کشور است. از نظر علمی، در سطح غرب کشور با دارا بودن استادان متخصص، فرهیخته، آزاداندیش، و کارآفرین سرآمد است.
گزارشهای آموزشی و پژوهشی این دانشکده تا سال ۱۳۹۷ به شرح زیر می‌باشد:
گزارش پژوهشی :
مقاله‌های پژوهشی انجام گرفته این دانشکده در رابطه با موضوعاتی از قبیل معماری، شهرسازی، روان‌شناسی محیطی، موسیقی، حاشیه نشینی و زاغه‌نشینی می‌باشد. مجله مطالعات شهری برای اولین بار در سال ۲۰۱۰ و با هدف تمرکز بر آمار و نتایج تحقیقات علمی و تجربیات شهری منتشر گردید. این مجله از تمام تحقیقات و مطالعات رسمی که درک ما را از شرایط شهری و تغییرات سریع شهرهای ایران و سراسر جهان، از نظر تجربی، نظری یا سیاسی بالا می‌برد، استقبال می‌نماید. علاوه بر این، با توجه به پیشینه تحقیقاتی کارکنان اداره برنامه‌ریزی شهری، اعضای هیئت علمی ما در آغاز سال آینده به دنبال راه اندازی مرکزی جهت گسترش و ارتقاء بازسازی شهری می‌باشند. هدف اصلی این مرکز ارائه راهکارهای لازم برای اصلاح حاشیه نشینی و مطالعه بافت‌های روستایی شهرها براساس روشهای بازسازی و بروزرسانی شهری است.
گزارش آموزشی :
ساختمان دانشکده هنر و معماری مطابق با استانداردهای طراحی فضاهای آموزشی و اختصاصی جهت رشته‌های آموزشی این دانشکده و با هویت ویژه دانشکده هنر و معماری با مساحت مجموع ۴۶۰۰ متر مربع طراحی و ساخته شده‌است. دانشکده علاوه بر فضاهای مدیریتی، گروه‌های آموزشی و اتاقهای اعضا هیئت علمی شامل ۶ آتلیه و کارگاه ترسیم و طراحی، یک سایت رایانه، یک کارگاه مصالح و ساخت، ۲ کلاس ویژه دانشجویان ارشد، ۴ کلاس ویژه دانشجویان کارشناسی، یک سالن دفاع از پایان‌نامه و تمرین هنری، یک سالن بزرگ همایش و یک نمایشگاه ویژه نمایش آثار هنری است. اعضای هیئت علمی طی سال‌های اخیر پروژه‌های علمی خود را به عنوان بخشی از سیاست توسعه و گسترش محیط دانشگاهی، از جمله ساخت و ساز و محوطه سازی، به بهره‌برداری رساندهاند. در سال ۱۳۹۵ بودجهای برای ساخت و تجهیز ساختمانی جدید با هدف ساخت کارگاه‌ها و مجتمعهای تولیدی اختصاصی برای رشته موسیقی به این دانشکده اختصاص داده شد.
| دانشکده هنر و معماری |                 |          |               |       |
| گروه آموزشی          | رشته تحصیلی     | کارشناسی | کارشناسی ارشد | دکتری |
| معماری               | معماری          | *        | *             |       |
| شهرسازی              | شهرسازی         | *        |               | *     |
| شهرسازی              | برنامه‌ریزی شهری |          | *             |       |
| شهرسازی              | طراحی شهری      |          | *             |       |
| موسیقی               | موسیقی ایرانی   | *        |               |       |
| صنایع دستی           | صنایع دستی      | *        |               |       |

 دانشکدهٔ مهندسی و علوم پایه بیجار 
دانشکده مهندسی و علوم پایه بیجار با زمینه فعالیت فنی، مهندسی و علوم پایه در شهر بیجار قرار دارد. در مردادماه ۱۳۹۰ شورای گسترش آموزش عالی با پذیرش دانشجو در دوره کارشناسی ارشد رشته فیزیک و دوره کارشناسی رشته مهندسی عمران در این دانشکده موافقت به عمل آورد.
این دانشکده در سال تحصیلی ۹۲–۹۱ اقدام به پذیرش دانشجوی رشته فیزیک در مقطع کارشناسی ارشد به عنوان اولین رشته تحصیلی خود نموده‌است.
دانشکده مهندسی و علوم پایه بیجار از نظر تشکیلاتی و اداری زیر نظر دانشگاه کردستان قرار دارد.
تأسیس: ۱۳۹۰
شامل رشته‌های:
- فیزیک: در مقطع کارشناسی ارشد (گرایش بنیادی (نظری))

## پژوهشکده‌ها و مراکز وابسته
- پژوهشکده نانو فناوری
- واحد پژوهشی گیاهان دارویی
- مرکز پژوهشی توت فرنگی
- پژوهشکده کردستان‌شناسی 
 مؤسس: دکتر جلال جلالی‌زاده
- مرکز پژوهشی علوم و مهندسی آب
- مرکز پژوهشی ریزشبکه و شبکه‌های هوشمند
- مرکز پژوهش و توسعه جنگلداری
- مرکز رشد واحدهای فناوری

## مجلات وابسته و نشریه‌های علمی فرهنگی
- پژوهشنامه ادبیات کُردی
- پژوهشنامه مدیریت بازاریابی
- فصلنامه پژوهش‌های خواندن
- فصلنامه تدریس پژوهی
- دو فصلنامه مدیریت مدرسه
- فصلنامه مشاوره و روان درمانی خانواده
- فصلنامه مطالعات شهری
- نشریه روناهی (نشریه علمی تخصصی فقهی و حقوقی)
- گه شتیار
- ماهنامه بووژان(نشریه علمی کشاورزی)

## کتابخانه‌ها

### کتابخانه مرکزی و مرکز اسناد دانشگاه کردستان
تاریخچه

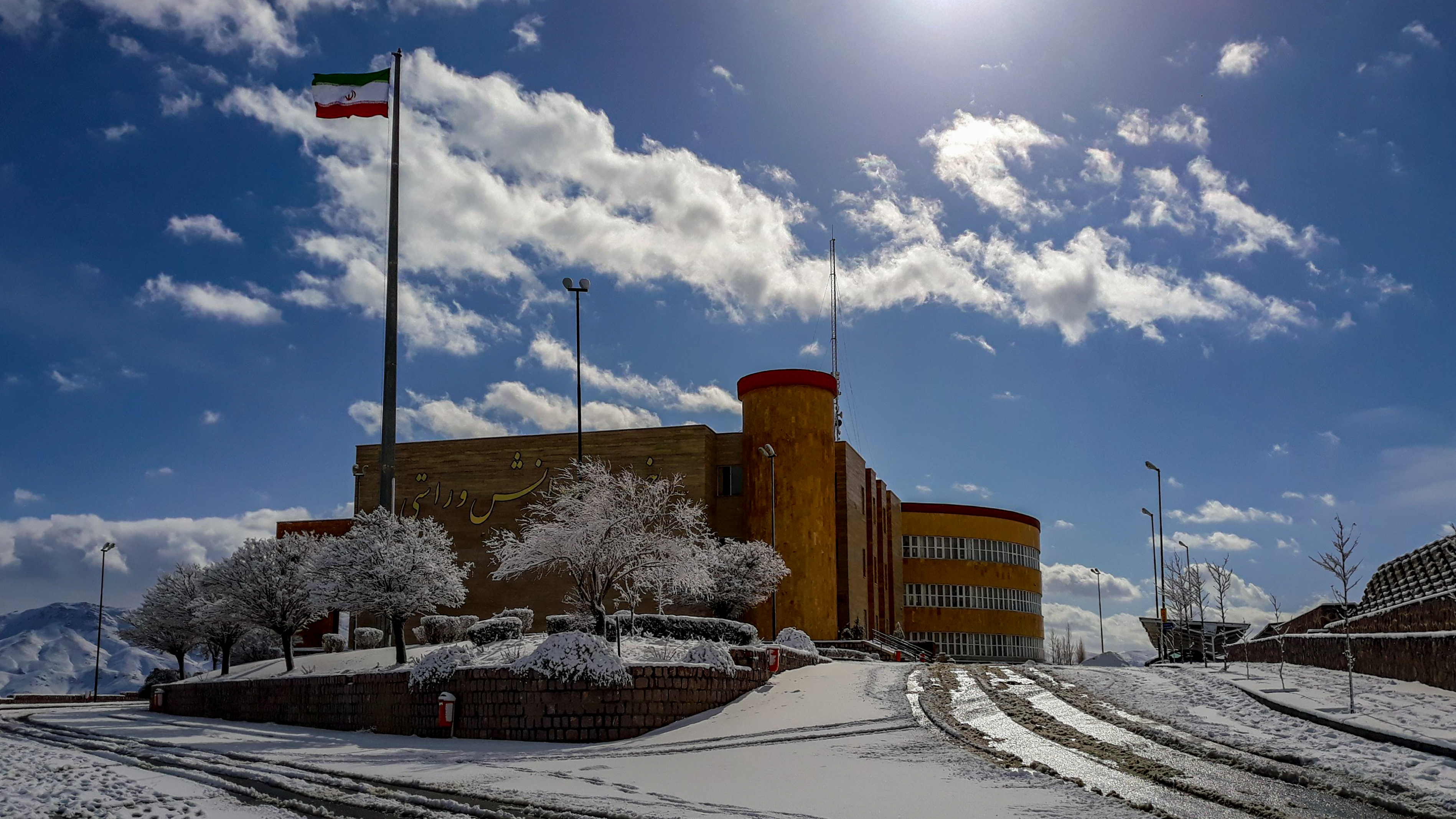
نمایی از کتابخانه مرکزی در یک روز برفی

این کتابخانه به نشانی اینترنتی lib.uok.ir در سال ۱۳۵۴ با کمتر از ۱۰۰۰ جلد کتاب در فضایی به وسعت ۱۲ متر مربع و با یک نفر کارمند آغاز بکار نمود. بعدها با گسترده شدن فضای آن در دانشکده ادبیات و علوم انسانی با مجموعه‌ای بالغ بر ۶۰٬۰۰۰ هزار نسخه کتاب فارسی، عربی و لاتین و دیگر منابع اطلاعاتی به ارائه خدمات می‌پرداخت.
با تمام شدن پروژه احداث کتابخانه مرکزی دانشگاه کردستان که از پروژه‌های ملی در سطح استان بود، در بهمن ماه سال ۱۳۸۷، کار انتقال و جابه‌جایی به کتابخانه جدید صورت گرفت. اکنون این کتابخانه در ساختمان جدید با مجموعه‌ای بالغ بر ۱۲۶۰۰۰ نسخه منابع چاپی فارسی، عربی، کردی و لاتین و همچنین منابع الکترونیکی در بخشهای مختلف به حدود ۸۰۰۰ عضو (اعضای هیئت علمی، دانشجویان، کارمندان) خدمت‌رسانی می‌نماید.
بخش امانت
تمام دانشجویان، استادان و کارمندان دانشگاه می‌توانند به عضویت کتابخانه درآمده و از امکانات آن استفاده کنند. متقاضیان طرح غدیر و همچنین افراد خارج از دانشگاه با ارائه معرفی نامه می‌توانند از منابع کتابخانه استفاده کنند.
بخش نشریات
نسخه الکترونیکی نشریات پایگاه استنادی علوم جهان اسلام (ISC)، نشریات علمی - پژوهشی فارسی، نشریات علمی - تخصصی و علمی - ترویجی از طریق پایگاه مرکز منطقه‌ای اطلاع‌رسانی علوم و فناوری، بانک اطلاعات نشریات کشور، پایگاه مجلات تخصصی نور، پژوهشگاه علوم انسانی و مطالعات فرهنگی، پایگاه اطلاعاتی جهاد دانشگاهی.
تقریباً ۴۰۰ عنوان نشریه چاپی در زمینه‌های موضوعی مختلف (مدیریت، ادبیات، اقتصاد و حسابداری، معماری، معارف، علوم تربیتی، کشاورزی و غیره) در این بخش موجود است، همچنین نشریات مربوط به سال‌های قبل نیز در قسمت آرشیو نگهداری می‌شوند.
بخش مرجع
بخش مرجع در طبقه اول کتابخانه مرکزی واقع شده‌است. این بخش به صورت قفسه باز اداره شده و منابع موجود در آن امانت داده نمی‌شود و مراجعان تنها می‌توانند از منابع موجود در همان مکان استفاده نمایند، البته امکانات تهیه کپی از منابع در حد محدود فراهم است.
| ردیف | نوع مدرک               | تعداد عنوان | تعداد نسخه |
| ---- | ---------------------- | ----------- | ---------- |
| ۱    | کتاب مرجع فارسی و عربی | ۳۵۳۶        | ۸۴۴۳       |
| ۲    | کتاب مرجع لاتین        | ۱۱۸۱        | ۱۹۵۵       |

استفاده از منابع مرجع باارائه کارت دانشجویی امکان‌پذیر است (دانشجویان دانشگاه‌های دیگر با ارائه معرفی‌نامه معتبر از دانشگاه مربوطه و ارائه کارت دانشجویی می‌توانند از این منابع استفاده نمایند).
کتب مرجع صرفاً در بخش مرجع قابل استفاده (مطالعه و یادداشت برداری) می‌باشند (منابع ذکر شده به هیچ عنوان امانت داده نمی‌شوند).
بخش پایان‌نامه‌ها و طرح‌های پژوهشی
- پایان‌نامه‌ها

شامل ۲۵۵۰ پایان‌نامه دانشجویان کارشناسی ارشد و دکتری که از دانشگاه کردستان فارغ‌التحصیل شده‌اند. یک نسخه از کلیه پایان‌نامه‌های دانش‌آموختگان تحصیلات تکمیلی (کارشناسی ارشد و دکتری) دانشگاه کردستان بعد از انجام مراحل تشریفات اداری تحویل بخش پایان‌نامه‌ها داده می‌شوند. پایان‌نامه‌های موجود از سال ۱۳۷۴ به بعد سازماندهی شده‌است.
- طرح‌های پژوهشی

گزارش علمی طرح‌های پژوهشی که توسط اعضای هیئت علمی دانشگاه کردستان در رشته‌های مختلف اجرا می‌شود، بعد از ورود اطلاعات مربوطه در شبکه داخلی کتابخانه، برای دسترسی مراجعان در قفسه‌های مربوطه قرار می‌گیرد. هم‌اکنون ۲۰۳ طرح پژوهشی در این بخش نگهداری می‌شود.
استفاده از پایان‌نامه‌ها و طرح‌های پژوهشی با ارائه کارت دانشجویی امکان‌پذیر است (دانشجویان دانشگاه‌های دیگر با ارائه معرفی‌نامه معتبر از دانشگاه مربوطه و ارائه کارت دانشجویی می‌توانند از این منابع استفاده نمایند).
بخش اطلاع‌رسانی
بخش اطلاع‌رسانی به منظور کمک‌رسانی الکترونیکی و آشنایی دانشجویان تحصیلات تکمیلی با منابع و امکانات الکترونیکی کتابخانه می‌باشد. در این بخش تعدادی پایانه رایانه‌ای جهت استفاده کاربران به منظور جستجو در پایگاه‌ها و منابع اطلاعات علمی مشترک دانشگاه، استفاده از اینترنت و اینترانت و … قرار داده شده‌است.
دسترسی به مقالات لاتین از طریق چندین پایگاه مانند Science direct, Wiley, Springer, IEEE, JStore, Emerald, Sage, AMS و … و دسترسی به متن کامل پایان‌نامه‌های لاتین از طریق سایت http://proquest.getfulltext.ir/index%5Bپیوند+مرده%5D امکان‌پذیر است.
بخش منابع دیجیتال
با توجه به سیاست کتابخانه‌های دانشگاه کردستان مبنی بر دسترس‌پذیر کردن تمامی منابع اطلاعات علمی، دیجیتال کردن این منابع را در دستور کار خویش قرار داده‌است.
منابع دیجیتال شامل فایل Pdf کتاب، پایان‌نامه، مقاله، طرح‌های پژوهشی و … می‌باشد که در خصوص پایان‌نامه‌ها و طرح‌های پژوهشی فقط برای اعضای هیئت علمی امکان دانلود متن کامل وجود دارد، اما کل مجموعه قابل مشاهده و تورق برای کاربران داخل دانشگاه کردستان می‌باشد.
بخش دیداری و شنیداری
در این بخش حدود ۳۰۰۰ لوح فشرده منابع دیداری و شنیداری، فلاپی دیسک، نوار ویدئویی VHS و نوار کاست در زمینه‌های مختلف علمی و همچنین فایل Pdf برخی از منابع اطللاعاتی مثل گزارش کنفرانسها، نشست‌ها، مجموعه مقالات و … نگهداری می‌شود.
پایگاه مرکز منطقه‌ای اطلاع‌رسانی علوم و فناوری
این مرکز در سال ۱۳۹۴ طی تفاهم‌نامه فی‌مابین دانشگاه کردستان و مرکز منطقه‌ای جهت بهره‌مندی از امکانات مرکز منطقه‌ای به ویژه مقاله‌ها، کتابها و غیره به صورت رایگان افتتاح گردید.
بخش نابینایان
بخش نابینایان و کم‌بینایان کتابخانه مرکزی جهت تأمین نیازهای مطالعاتی دانشجویان و دانش‌آموختگان دارای اختلال بینایی و نیز پوشش دادن نیازهای دانش‌آموزان نابینا و کم بینا از طریق گردآوری و تولید منابع بریل و گویا در سال ۱۳۸۹ تأسیس گردید.
تعداد منابع موجود در این بخش عبارتند از ۲۰۰ عنوان کتاب بریل و ۲۰۰۰ عنوان کتاب گویا.
نحوه امانت منابع موجود در این بخش به صورت پستی انجام می‌گردد، به این صورت که منابع گویا پس از کپی بر روی CD همراه با کتب بریل از طریق پست برای متقاضیان ارسال می‌گردد.

### کتابخانه دانشکده علوم انسانی

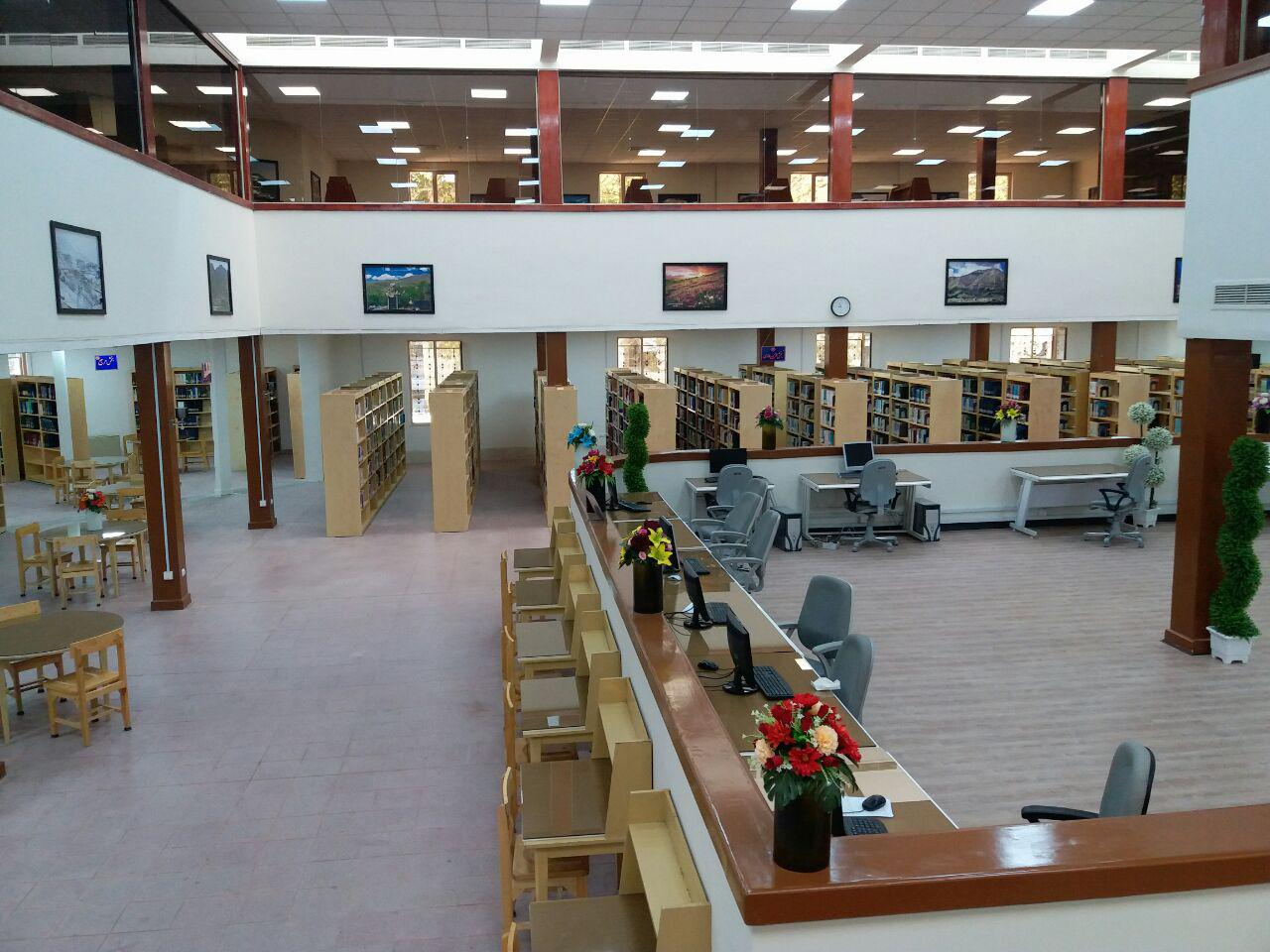
کتابخانه ماموستا هه‌ژار

این کتابخانه که به نام ماموستا هه‌ژار نامگذاری شده‌است پس از جابجایی کتابخانه مرکزی از دانشکده علوم انسانی، در سال ۱۳۸۸ آغاز به کار نمود. در حال حاضر با مجموعه بالغ بر ۲۶۰۰۰ نسخه کتاب فارسی، عربی و لاتین در حوزه‌های موضوعی علوم انسانی و اجتماعی، ادبیات و زبانهای خارجی در راستای اهداف آموزشی و پژوهشی دانشکده به حدود ۶۰۰۰ نفر عضو اعم از اعضای هیئت علمی، دانشجویان و کارکنان در روزهای شنبه تا چهارشنبه از ساعت ۸ الی ۱۴ به ارائه خدمات می‌پردازد.

#### سالن مطالعه خواهران و برادران
سالن مطالعه در ایام امتحانات از ساعت ۸ لغایت ۲۳ و در سایر اوقات از ساعت ۸ لغایت ۲۰ باز می‌باشد.

### کتابخانه پژوهشکده کردستان‌شناسی
کتابخانه تخصصی پژوهشکده کردستان‌شناسی در سال ۱۳۷۹ هم‌زمان با تأسیس این مرکز کار خود را شروع کرد و با تلاش‌های دکتر جلال جلالی‌زاده تجهیز و توسعه یافته است. مجموعه تخصصی این کتابخانه شامل ۳۱۱۶ عنوان کتاب کُردی که جمعاً ۶۴۱۷ نسخه و ۲۰۱۸ عنوان کتاب غیر کُردی به تعداد ۲۹۸۷ نسخه می‌باشد. کتاب‌های مرکز در سال ۱۳۹۲ بر اساس رده‌بندی کنگره فهرست‌نویسی شده‌است. شایان ذکر است در سال ۱۳۹۳ کتابخانه تخصصی دکتر مهین‌دخت معتمدی به این مرکز اهدا و فهرست‌نویسی شد. این کتابخانه یکی از غنی‌ترین کتابخانه‌های تخصصی در زمینه فرهنگ، زبان و ادبیات کُردی در ایران به‌شمار می‌آید.

## حذف و نصب دوبارهٔ تابلوهای کردی
بسیاری از تابلوهای سردر اماکن و بخش‌های مختلف دانشگاه کردستان علاوه بر زبان فارسی، به زبان کُردی سورانی و نیز زبان‌های عربی و انگلیسی نوشته شده‌است. در روز ۲۸ مرداد ۱۴۰۰ تصاویری در شبکه‌های اجتماعی مجازی منتشر شد که نشان می‌داد تابلوهای غیرفارسی در این دانشگاه حذف شده‌اند. این تابلوها مربوط به سردر دانشکده‌ها، پژوهشکدهٔ کردستان‌شناسی و نیز سازمان مرکزی دانشگاه کردستان بودند. معاون فرهنگی و اجتماعی دانشگاه کردستان در روز ۳۱ مرداد به این اتفاق واکنش نشان داد و آن را به تعدادی از دانشجویان این دانشگاه نسبت داد که بدون کسب مجوز و اطلاع مدیریت دانشگاه اقدام به این کار کرده‌اند. وی بدون اشاره به هویت و مشخصات این دانشجویان وعده داد که از طریق مجاری قانونی و از طریق رایزنی این مسئله را پیگیری خواهد کرد. پس از انتشار اخبار مربوط به این ماجرا و بحث‌برانگیز شدن آن در رسانه‌ها که به صدور بیانیه‌هایی از سوی شورای صنفی هیئت علمی و کارکنان دانشگاه کردستان، بسیج دانشجویی این دانشگاه و نیز «جمعی از نهادها و انجمن‌های فرهنگی-ادبی و فعالین اجتماعی و سیاسی کردستان» انجامید، در روز ۱ شهریور ۱۴۰۰ فقط دو مورد از تابلوهای حذف‌شده بار دیگر در جای خود نصب شدند.

## نگارخانه

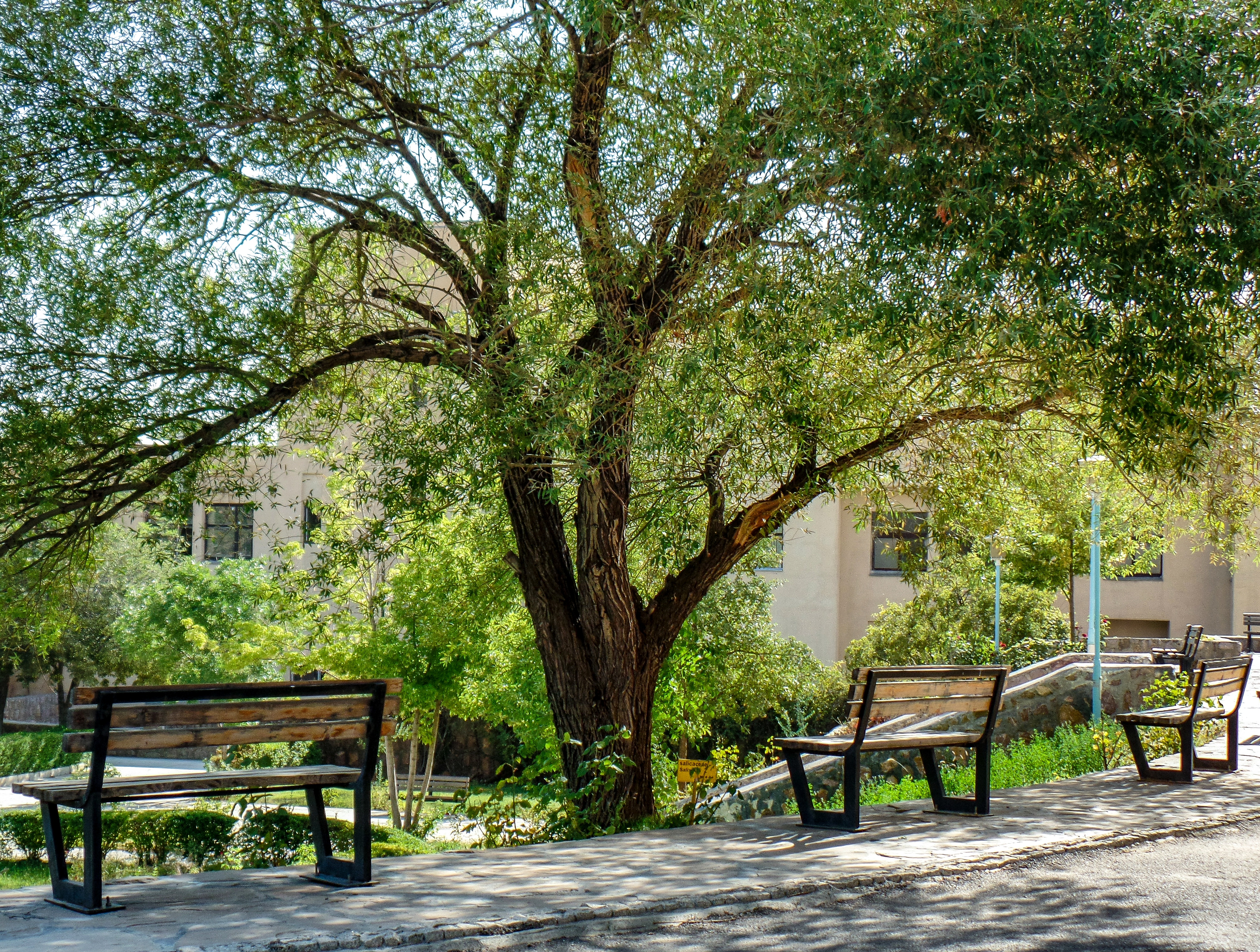
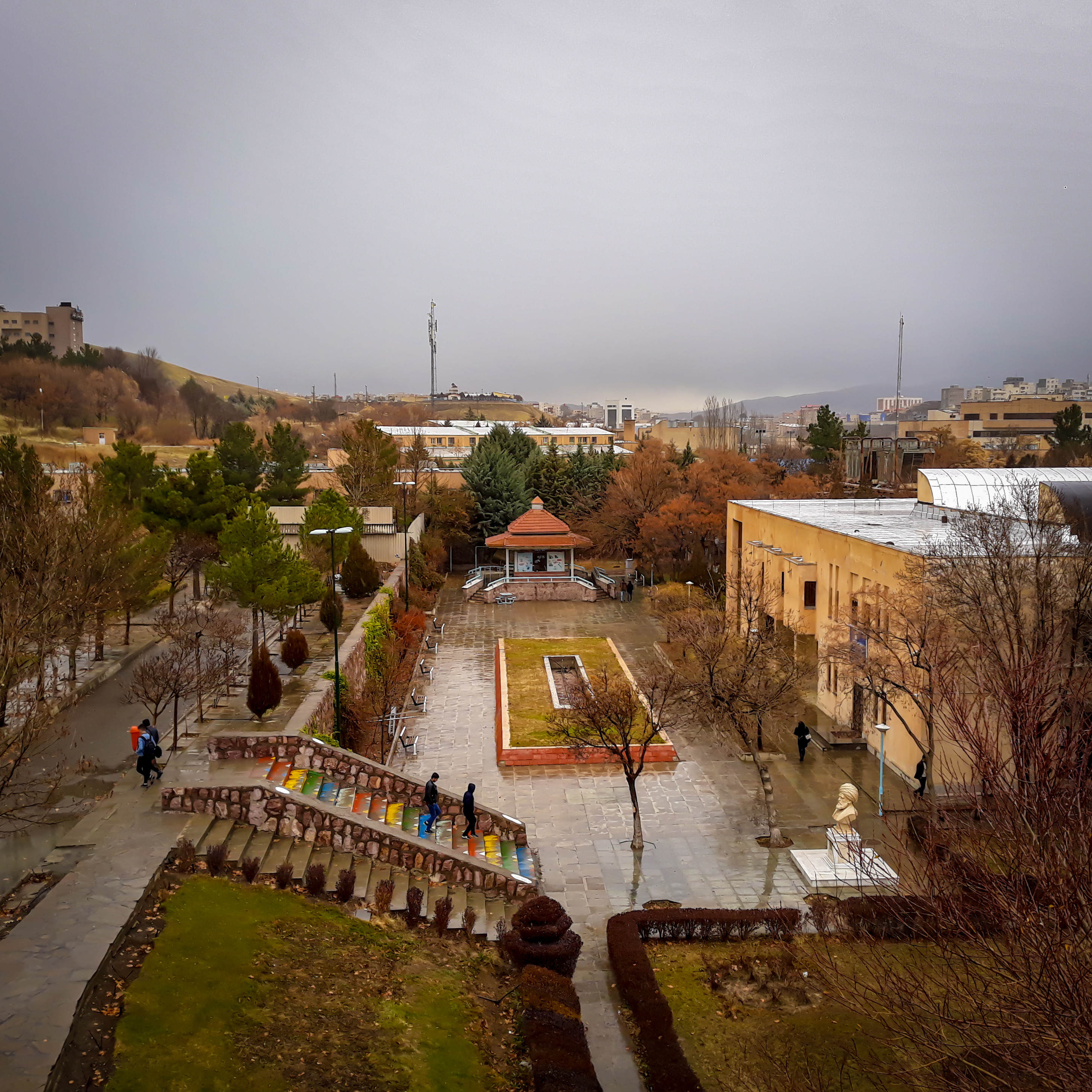
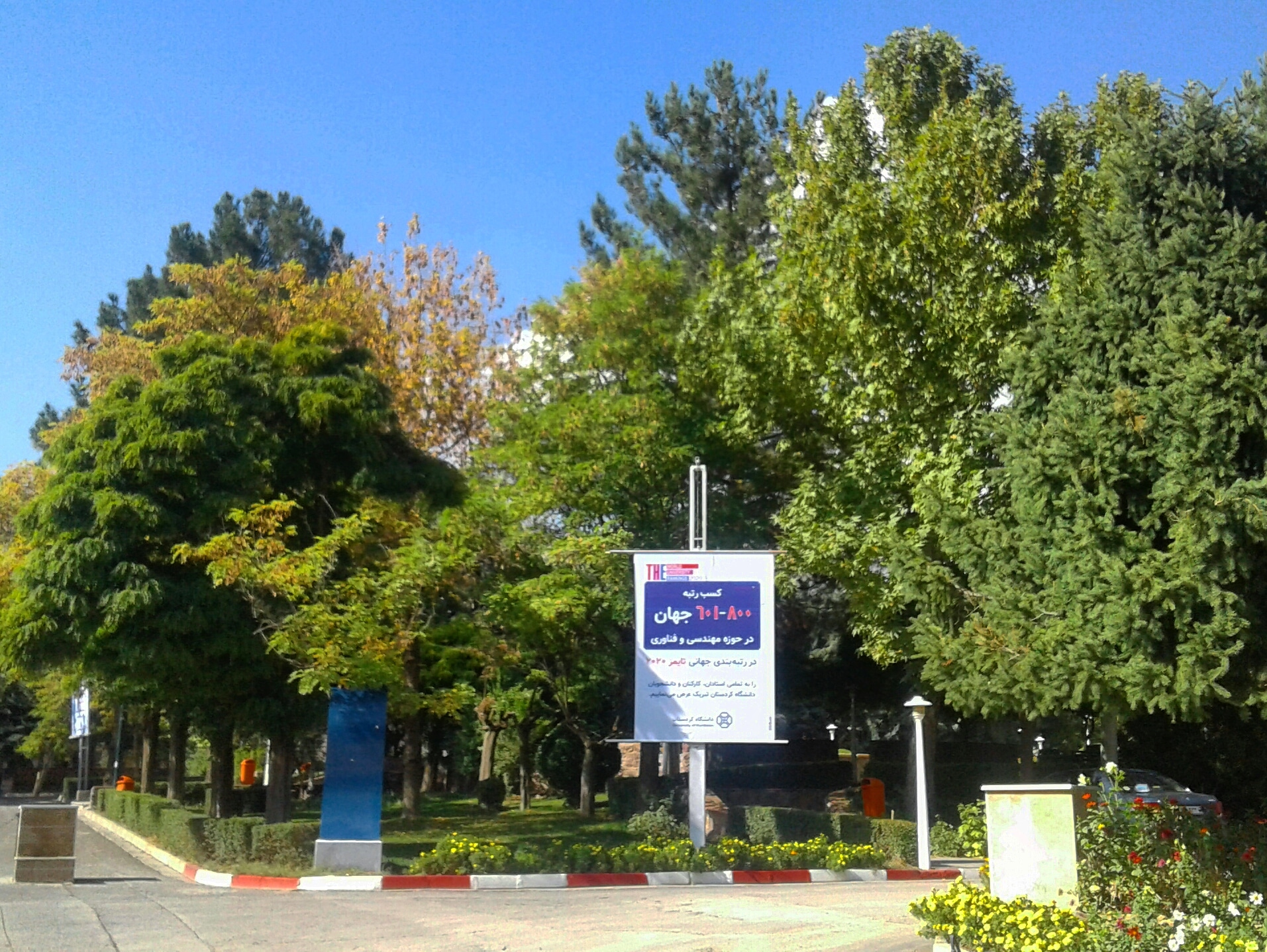
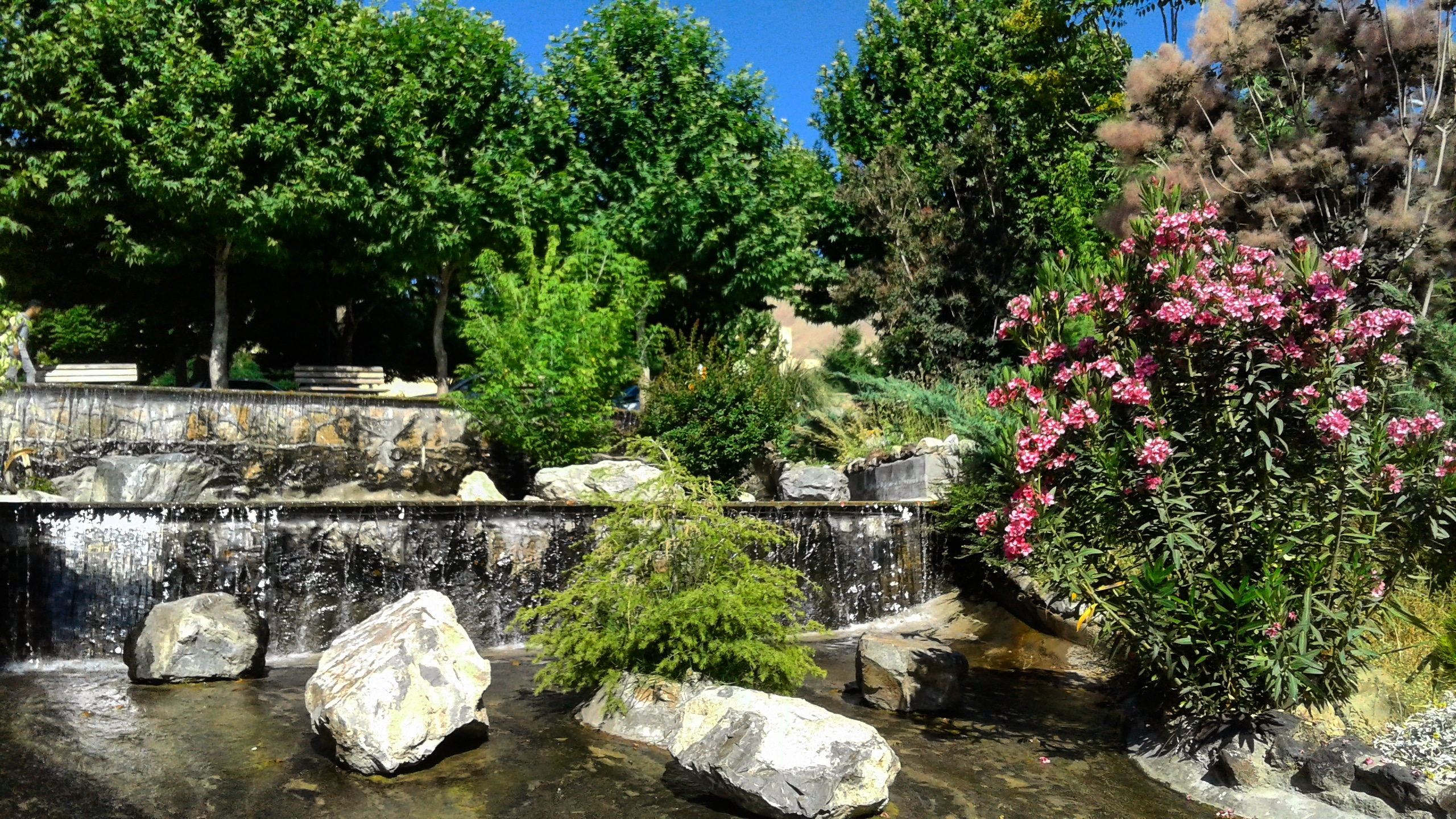
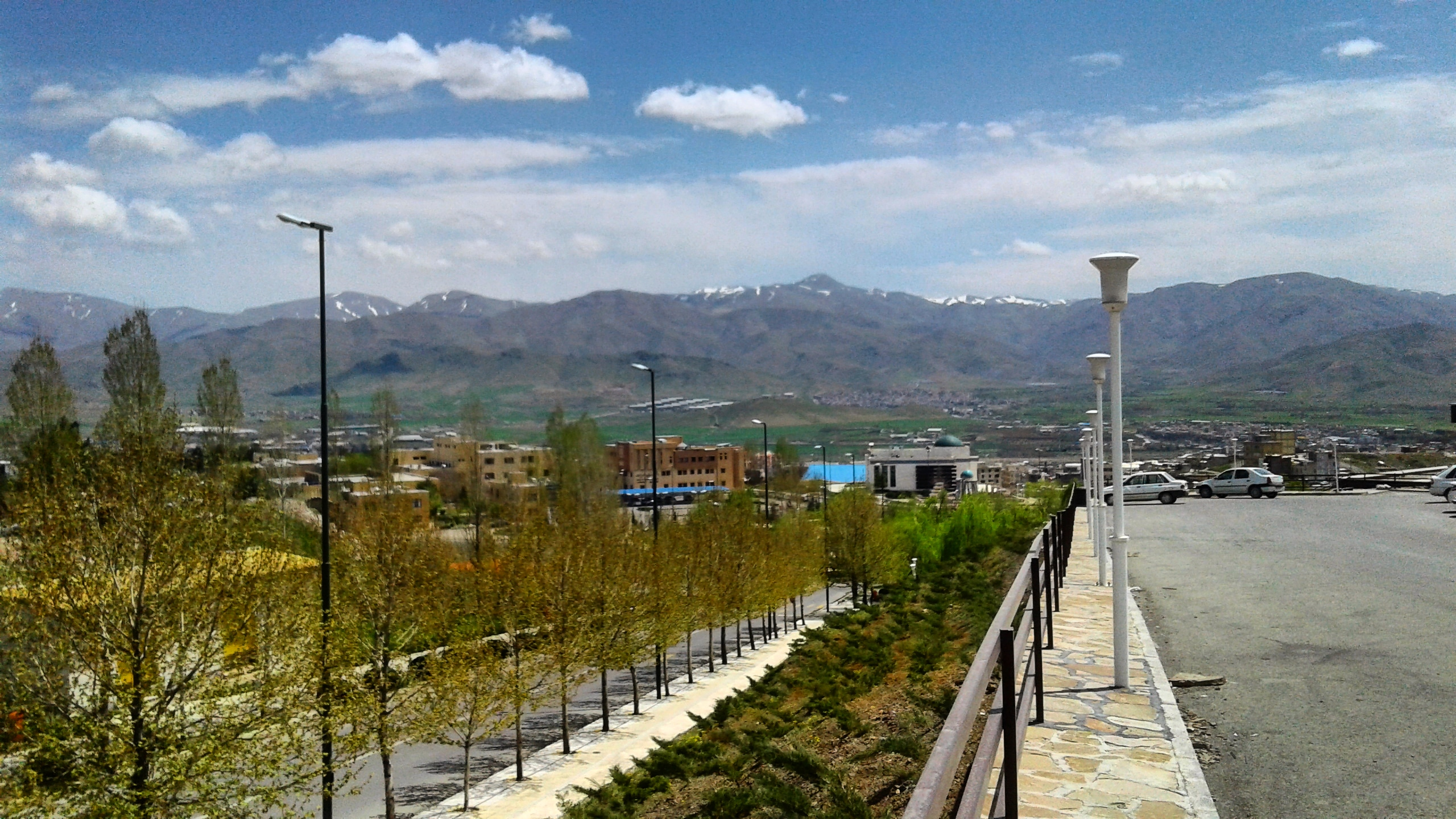
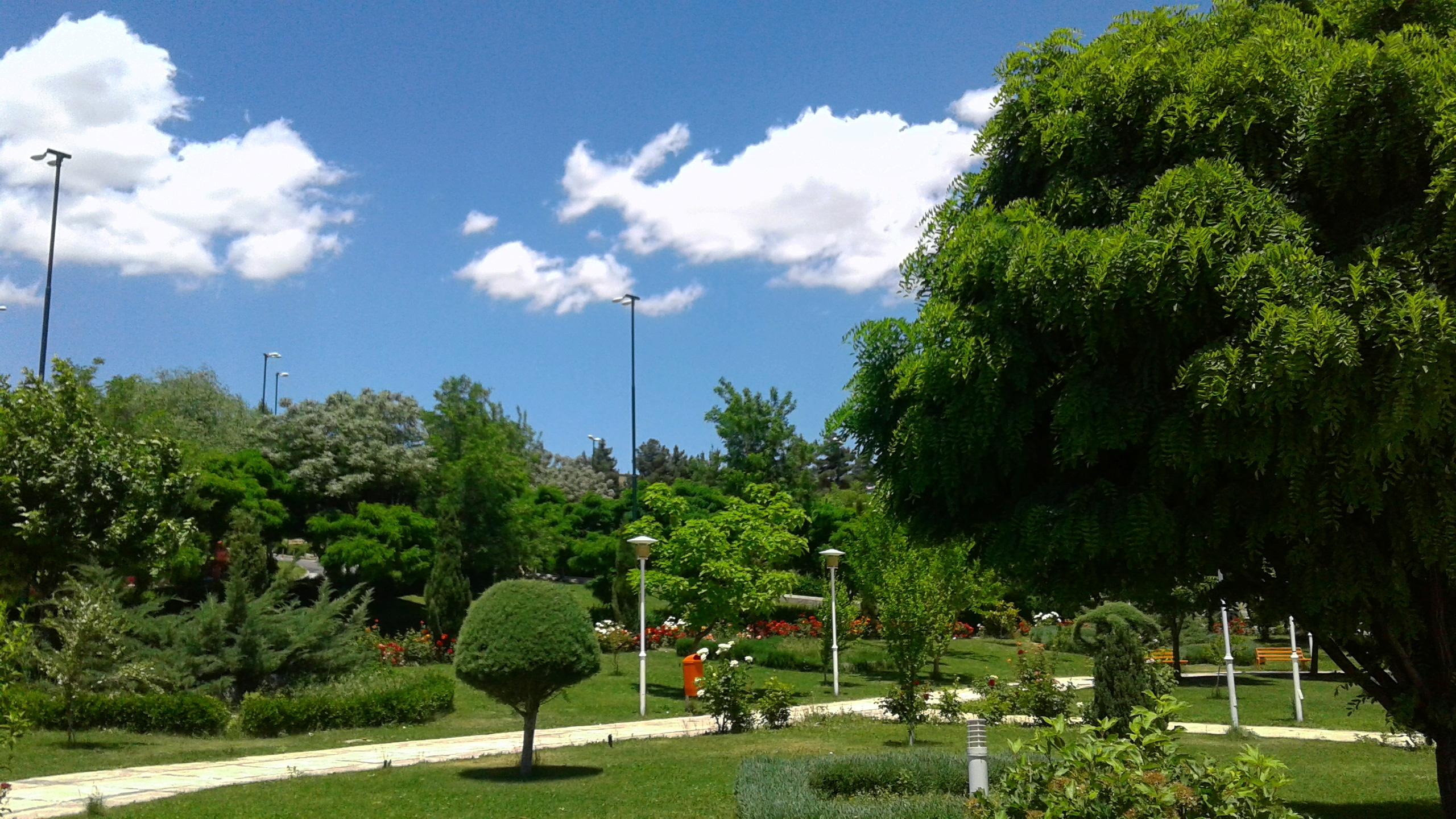
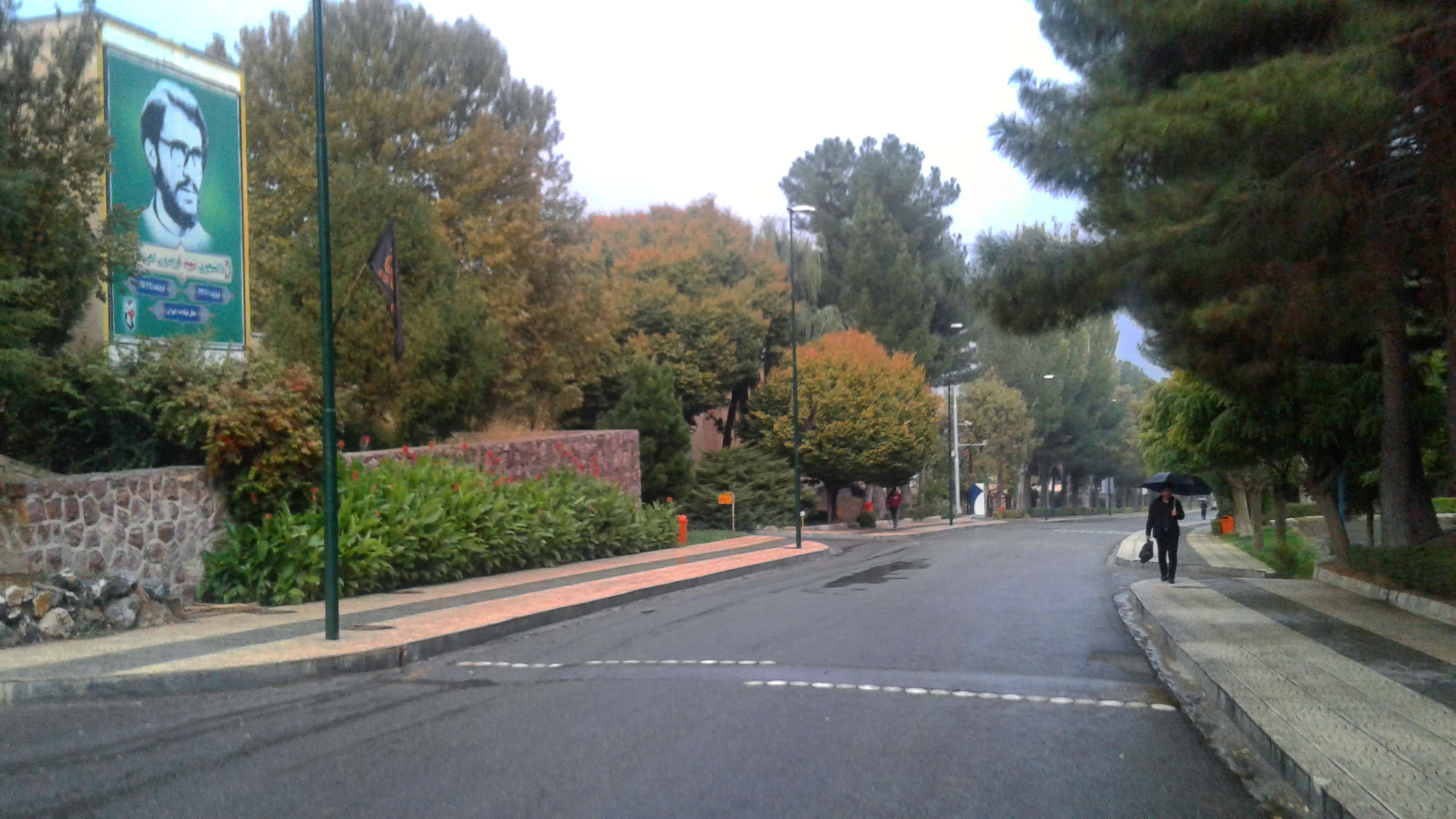
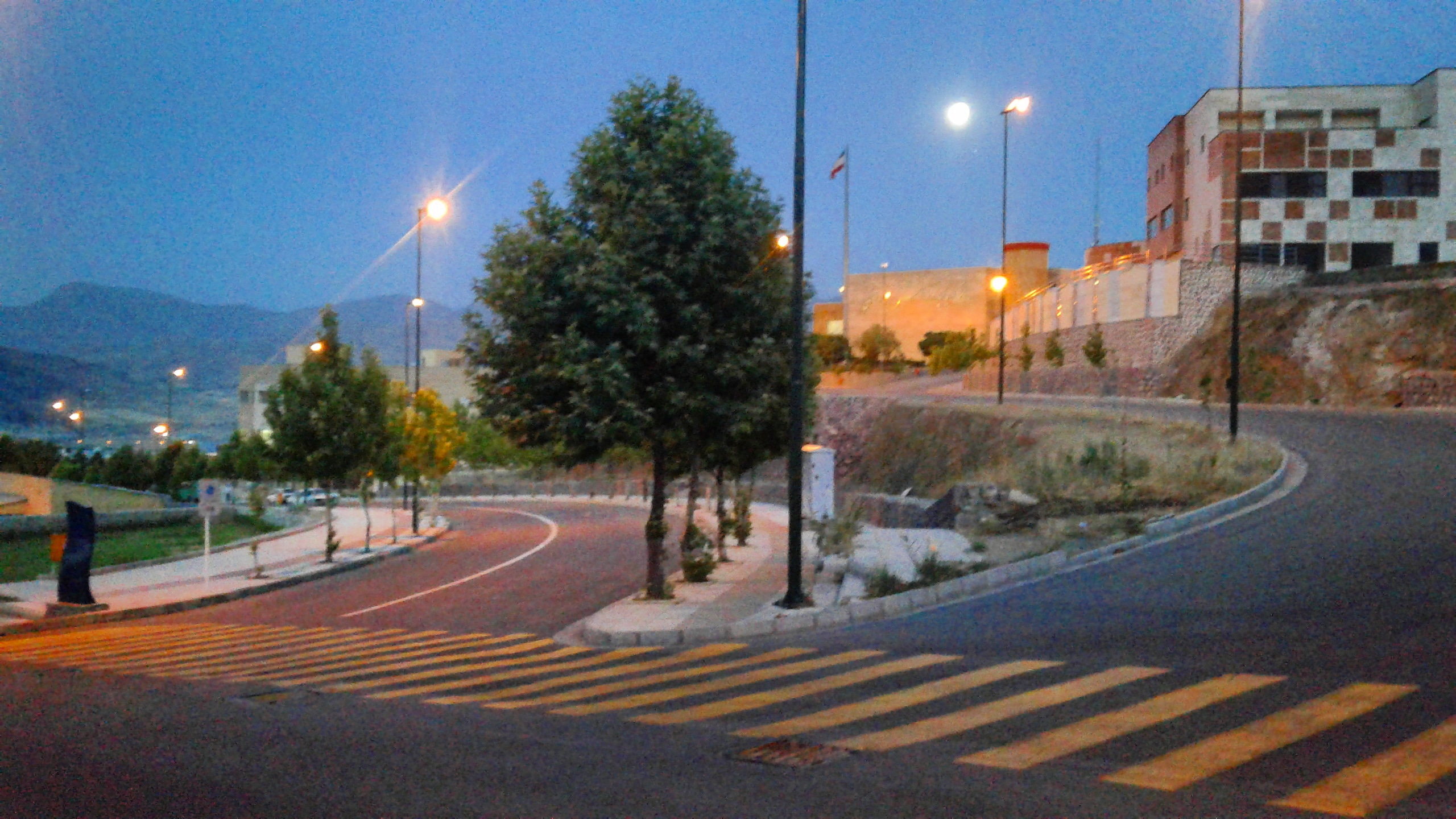
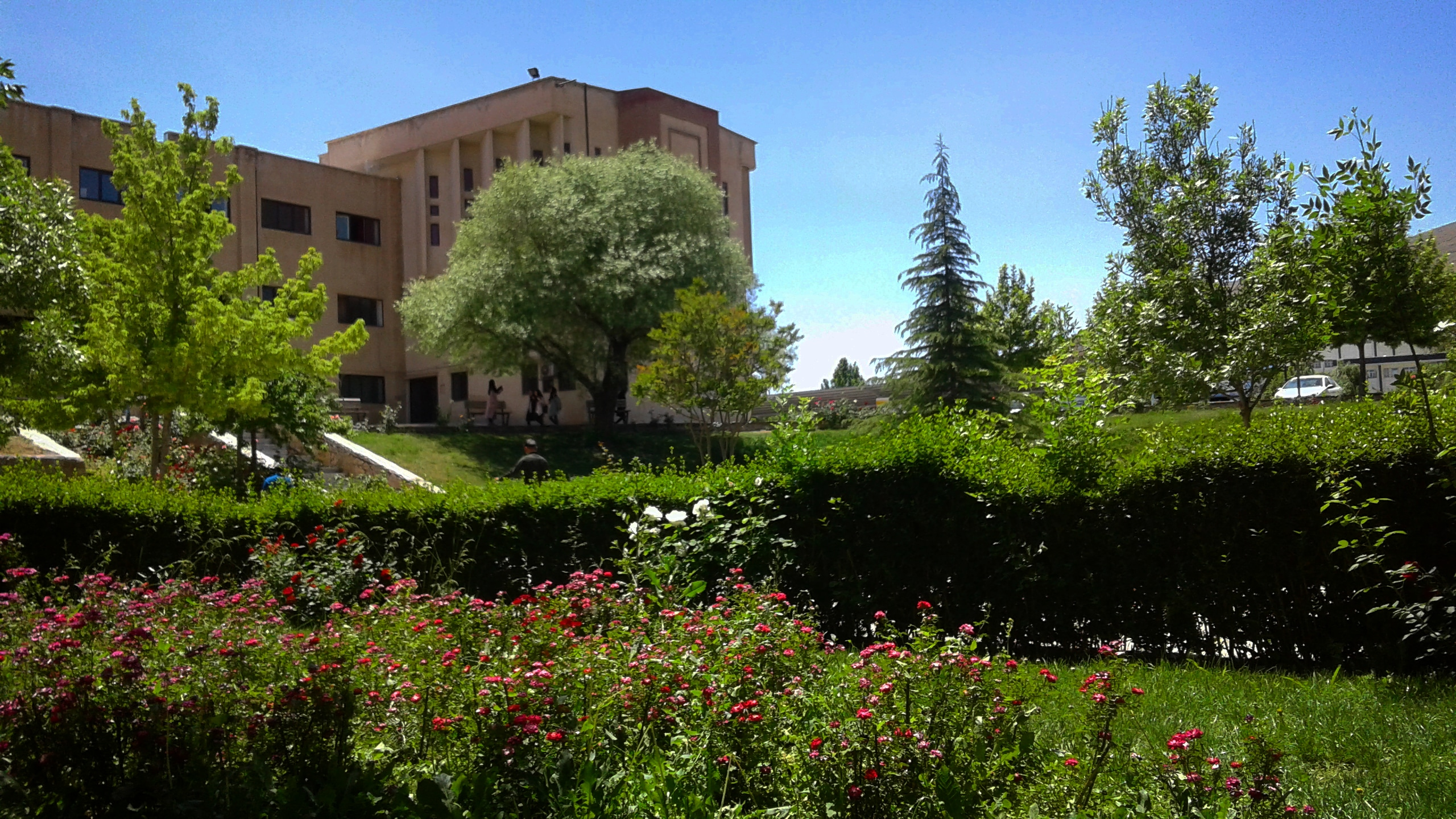
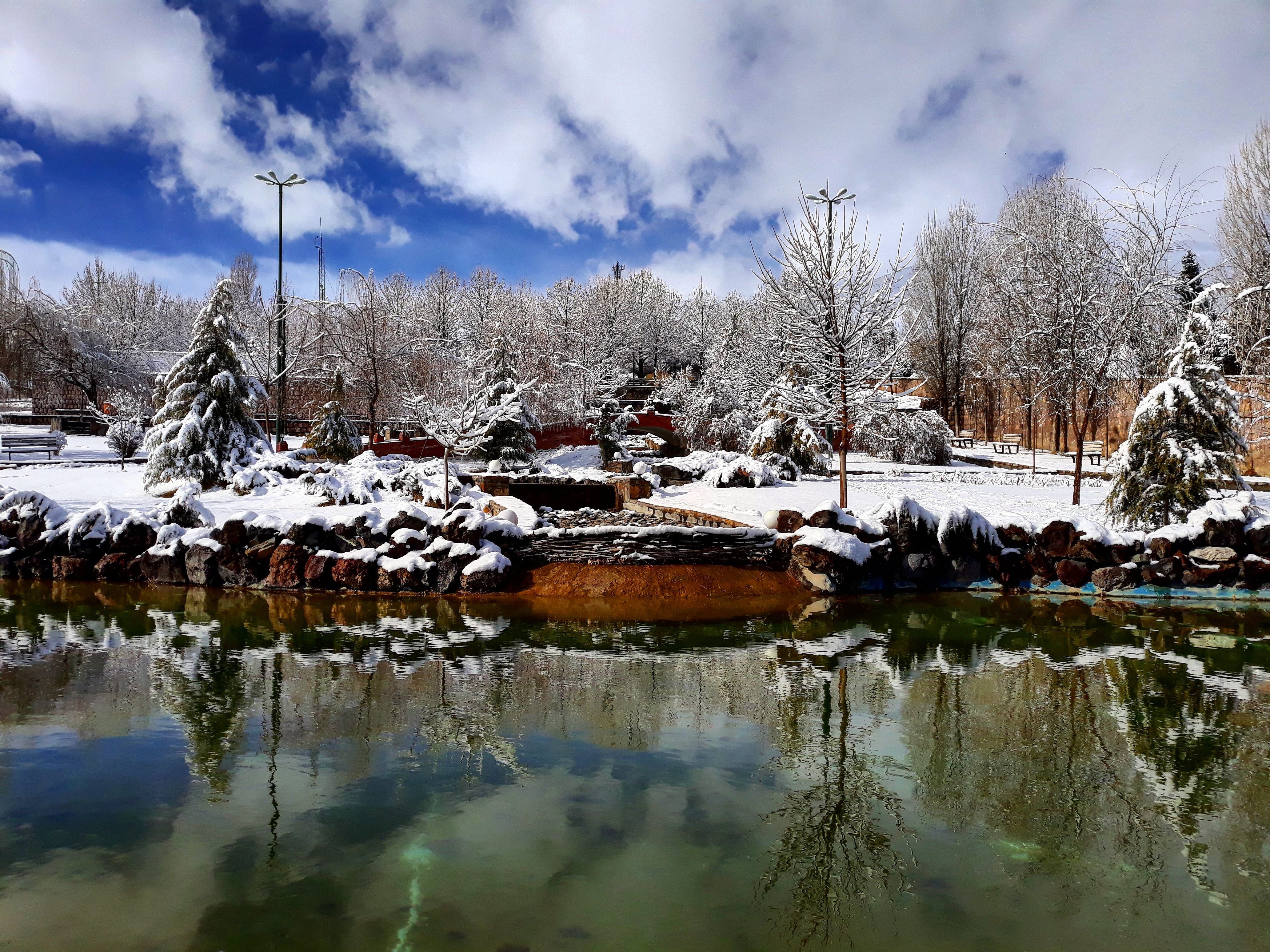